# Список осіб, що підпадають під закон про декомунізацію
До переліку увійшли історичні діячі, чия діяльність, на думку Українського інституту національної пам'яті та Інституту історії України Національної академії наук України підпадають під дію законів про декомунізацію. До списку входять особи, які обіймали керівні посади в комуністичній партії, вищих органах влади та управління СРСР, УРСР, інших союзних або автономних радянських республік. Названі співробітники ЧК—ГПУ—НКВД—КДБ, а також діячі комуністичної партії, Жовтневого перевороту. Також під декомунізацію потрапляють ті, хто встановлював радянську владу в Україні, переслідував учасників боротьби за незалежність України у XX столітті.
Окрім того, до списку належать особи, на які, на перший погляд, дія «декомунізаційного» закону не поширюється, але вшанування яких або увічнення пам'яті про яких безпосередньо пов'язане зі встановленням радянської влади та діяльністю комуністичної партії.
Список створений істориками для зручності місцевих громад, які обирають нові імена комуністичним вулицям згідно з Законом України «Про засудження комуністичного та націонал-соціалістичного (нацистського) тоталітарних режимів в Україні та заборону пропаганди їхньої символіки». Він не є вичерпним, співробітники УІНП продовжують над ним працювати.
Вулиці та інші топоніми, названі на честь осіб із наведеного переліку, мають бути перейменовані до 21 листопада 2015 року.
| ПІБ                                                     | Роки життя                                              | Історичні факти |
| ------------------------------------------------------- | ------------------------------------------------------- | --- |
| Абакумов Віктор Семенович                               | 1908—1954                                               | Міністр держбезпеки СРСР у 1946—1951 рр. |
| Абакумов Єгор Трохимович                                | 1895—1960                                               | Учасник встановлення радянської влади в м. Донецьку, керівник Рутченківського рудоуправління, заступник міністра вугільної промисловості СРСР |
| Аверін Василь Кузьмович                                 | 1884—1945                                               | Учасник встановлення радянської влади. Член Тимчасового робітничо-селянського уряду України. Народний комісар внутрішніх справ УСРР (1919), У 1920—1923 рр. — член ЦК КП(б) України, голова Катеринославського, Волинського, Харківського та Одеського губвиконкомів. Член ВУЦВК і ЦВК СРСР. |
| Адамець Данило Іванович                                 | 1906—1956                                               | Голова виконкому Харцизької райради (1946—1949), 1-й секретар Харцизького райкому партії (1949—1954), голова виконкому Сталінської облради (1954—1956) |
| Азаров Володимир Миколайович                            | 1925—2012                                               | 1-й секретар Лисичанського міськкому партії (1959—1963), 2-й секретар Луганського промислового (а потім — просто) обкому партії (1963—1971) |
| Азізбеков Мешаді                                        | 1876—1918                                               | Діяч більшовицького руху в Азербайджані, один з «26 бакинських комісарів». |
| Азін Вольдемар Мартинович (Володимир Михайлович)        | 1885—1920                                               | У 1918 р командувач Латиським комуністичним загоном. |
| Аїстов Прокіп Степанович                                | 1882—1917                                               | Учасник Січневого заколоту проти УНР (1918) |
| Акулов Іван Олексійович                                 | 1888—1939                                               | Прокурор СРСР, в 1922—1927 роках — член президії ЦК спілки гірників. |
| Александров Олександр Петрович                          | 1900—1946                                               | Червоногвардієць, секретар райкому партії в Одесі; командир 1-го Морського комуністичного батальйону в Україні, комісар кавалерійського полку в бригаді Котовського. |
| Алєксєєв Микола Миколайович                             | 1893—1937                                               | Член ВУЦВК. З січня 1921 р. працював в органах ДПУ—ОДПУ—НКВС, зокрема в Іноземному відділі. |
| Алієв Іван Михайлович                                   | 1892—1964                                               | Радянський військовий діяч, генерал-майор. Інструктор загону Червоної гвардії в Одесі, начальник партизанського загону Шестопалова в Україні (1918 р.); командував загонами військ ВЧК і ГПУ (1921—1922 рр.). |
| Амірян Арсен Мінасович                                  | 1881—1918                                               | Діяч більшовицького руху в Азербайджані, один з «26 бакинських комісарів». |
| Амосов Олексій Мефодійович                              | 1896—1937                                               | Член колегії Народного комісаріату шляхів сполучень, заступник народного комісара шляхів сполучень (1931). |
| Ананченко Федір Гурійович                               | 1894—1956                                               | Голова виконкому Донецької міської Ради депутатів трудящих, заступник голови облвиконкому, міністр соцзабезпечення УРСР. |
| Анджієвський Григорій Григорійович                      | 1897—1919                                               | Учасник встановлення радянської влади на Північному Кавказі. |
| Андрєєв Андрій Андрійович                               | 1895—1971                                               | Більшовик, радянський партійний та державний діяч |
| Андрєєв Антон Веремійович                               |                                                         | член 1-го броварського ревкому, який встановлював радянську владу у Броварах у 1917 — 1918 роках. |
| Андреєв І.М.                                            |                                                         | Перший директор МТС у с. Ферлеївці Львівської області в 1939 р. На честь нього у 1946 р. Ферлеївку перейменовано на Андріївку. |
| Андронніков Володимир Миколайович                       | 1885—1942                                               | Радянський партійний та державний діяч, голова ради комісарів Уралу (1918), голова губраднаргоспу у Вятці (1919), голова Уральського облраднаргоспу (1926—1929), заступник голови Уралоблвиконкому (1929—1931), голова Держплану Казахстану (1933—1938). |
| Анікєєви, брати (Яков, Сафрон, Савелій)                 |                                                         | Учасники встановлення радянської влади на Донбасі. |
| Антикайнен Тойво                                        | 1898—1941                                               | Комуністичний діяч Фінляндії, учасник встановлення радянської влади в Росії. |
| Антонов-Овсієнко Володимир Олександрович                | 1883—1938                                               | Діяч комуністичної партії, командувач більшовицьких військ під час війни з УНР у 1918 і 1919 рр. |
| Антонов-Саратовський Володимир Павлович                 | 1884—1965                                               | Нарком внутрішніх справ УРСР (1920—1921), голова Саратовського (1917) та Донецького губревкому (1920—1921). |
| Апатов Кузьма Павлович                                  | 1896—1920                                               | Командир першого Маріупольського ударного радянського батальйону. |
| Аросєв Олександр Якович                                 | 1890—1938                                               | Організатор червоного терору в Україні в 1920 р. Голова Верховного революційного трибуналу України (1920 р.). До 1927 р. працював у ВЧК. |
| Арсеничев Михайло Іванович                              | 1894—1919                                               | Учасник встановлення радянської влади, член Кам'янського (м. Дніпродзержинськ) ревкому. |
| Артем (Сергєєв Федір Андрійович)                        | 1883—1921                                               | Голова Ради Народних Комісарів Донецько-Криворізької радянської республіки в 1918 р. |
| Артузов Артур Християнович                              | 1891—1937                                               | Діяч ВЧК-ОДПУ-НКВС, начальник 12 спец. відділення ВНК (1921), член колегії ОДПУ СРСР (1931—1934). |
| Атабаєв Кайгисиз Сердарович                             | 1887—1938                                               | Радянський партійний та державний діяч Туркменістану. |
| Ауссем Володимир Християнович                           | 1879—1936                                               | Член Народного секретаріату радянської УНР (1917 р.), член ВЦВРК (1918), начальник штабу РВР Української радянської армії. |
| Бабаєв Петро Акимович                                   | 1883—1920                                               | Більшовик, учасник Жовтневого перевороту 1918 р., голова Сокольничеської райради Москви (1919—1920). |
| Бабушкін Іван Васильович                                | 1873—1906                                               | Більшовицький діяч, соратник В. І. Леніна. |
| Баглій Гаврило Миколайович                              | 1887—1920                                               | Член виконкому Катерининської залізниці (на Дніпропетровщині), голова її Військово-революційного штабу, у 1919 р. — голова Військово-революційного комітету, з червня 1919 р. — комісар Південно-Західної залізниці. |
| Бадаєв Олексій Єгорович                                 | 1883—1951                                               | Радянський і партійний діяч, учасник Жовтневого перевороту, член ЦК ВКП(б) (1925—1951), нарком харчової промисловості РРФСР (1937—1938), голова Президіуму ВР РРФСР (1938—1944), заступник голови Президіуму ВР СРСР (1938—1944). |
| Бажанов Василь Михайлович                               | 1889—1939                                               | Гірничий інженер, один з перших організаторів радянської вугільної промисловості, голова ПОРНГ, голова Головвугля ВРНГ (1918—1922), член Президії Держплану РРФСР (1925—1927). |
| Баканов Іван Михайлович                                 | 1894—1967                                               | Учасник встановлення радянської влади на Донбасі. |
| Балагура Тихон Якович                                   | 1861—1921                                               | Один з комсомольських діячів Іллічівського району Маріуполя, активний учасник встановлення радянської влади. |
| Балашов Семен Іванович                                  | 1874—1925                                               | Радянський державний та партійний діяч, голова міськкому РСДРП (Іваново-Вознесенськ, 1905, 1917—1919). |
| Балицький Всеволод Аполлонович                          | 1892—1937                                               | Голова ГПУ України (1923—1931 рр.), народний комісар внутрішніх справ Української РСР (1924—1930 рр.). |
| Баранніков Іван                                         | ?—1921                                                  | Учасник встановлення радянської влади в Донецьку. |
| Барбюс Анрі                                             | 1873—1935                                               | Французький письменник і громадський діяч, член Французької компартії (з 1923), автор формули «Сталін — це Ленін сьогодні». |
| Баришов Микола Васильович                               | 1880—1940                                               | Радянський державний та партійний діяч, організатор червоногвардійського загону в Петрограді, член Петроради, з 1918 р. — на адм.-господарських посадах. |
| Басін Мєєр Велькович                                    | 1890—1918                                               | Член ВРК Кавказької армії, один з «26 бакинських комісарів». |
| Батіщев Семен Іванович                                  | ?—1919                                                  | Робітник шахти № 8 «Гілка», учасник встановлення радянської влади в Донецьку. |
| Батов Андрій Борисович                                  | 1889—1949                                               | Учасник встановлення радянської влади на Донбасі. Один із керівників більшовицької організації в Юзівсько-Макіївському районі. |
| Бауман Карл Янович                                      | 1892—1937                                               | Діяч комуністичної партії, учасник встановлення радянської влади в Україні. Член організаційного бюро ЦК ВКП(б) у 1928—1932 рр. Кандидат у члени Політбюро ЦК ВКП(б). |
| Бауман Микола Ернестович                                | 1873—1905                                               | Російський революціонер, більшовик, керівник Московської організації більшовицького крила РСДРП та Північного бюро РСДРП(б) (1903), організатор підпільної більшовицької типографії. |
| Беленкович Олександр Михайлович                         | 1893—1937                                               | Начальник штабу Червоної гвардії Харкова, учасник боїв проти Армії УНР. |
| Белінський Владислав Ворфоломійович (Вацлав, Чеслав)    | 1872—1918                                               | Учасник Січневого заколоту проти УНР 1918 р. |
| Берут Болеслав                                          | 1892—1956                                               | Польський комуністичний лідер, 1-й секретар ЦК ПОРП (1954—1956), президент та голова Держради (1947—1952), голова Ради міністрів Польщі (1952—1954). |
| Бєдний Дем'ян                                           | 1883—1945                                               | Член ВКП(б). Агітатор у частинах більшовицьких військ. У 1929 р. уповноважений з колективізації у селах Тамбовської губернії. |
| Бєлєнький Абрам Якович                                  | 1882—1941                                               | Майор держбезпеки, відповідальний за охорону вищого керівництва СРСР. |
| Бєрєзін Олександр Дмитрович                             | 1895—1942                                               | У 1919 р. перебував на посаді командира окремого батальйону ВЧК, брав участь у здійсненні червоного терору. |
| Бібіков Олександр Андрійович                            |                                                         | Учасник встановлення радянської влади, організатор комсомолу м. Катеринослав. |
| Білостоцький Іван Степанович                            | 1881—1968                                               | Радянський державний та партійний діяч, секретар Тульської ради металістів (1912—1917), на господарській роботі на Уралі (з 1918). |
| Бірюков Василь Матвійович                               |                                                         | Перший голова Криничанської сільської ради (смт. Бірюкове Свердловського району Луганської області). До 1920 р. с. Бірюкове — с. Криничне |
| Благоєв Димітр                                          | 1856—1924                                               | Засновник Болгарської комуністичної партії. |
| Благонравов Георгій Іванович                            | 1896—1938                                               | Комісар державної безпеки 1-го рангу (1936). Причетний до організації червоного терору в Петрограді. |
| Близнюк Віктор Семенович                                |                                                         | Організатор і голова ТСОЗ (товариство спільного обробітку землі) села Помийник (Черкаська область, Маньківський район). На честь нього село Помийник перейменоване на Вікторівку. |
| Блюхер Василь Костянтинович                             | 1890—1938                                               | Радянський військовий діяч, Маршал Радянського Союзу, З 1934 р. — кандидат у члени ЦК ВКП(б), головнокомандувач, військовий міністр і голова Військової ради Далекосхідної республіки (1921—1922), Заступник командувача військами Українського військового округу. |
| Богданов Михайло Сергійович                             | 1881—1937                                               | Член ВУЦВК, голова військового відділу при ВУЦВК (1917—1918), брав активну участь у створенні перших українських радянських військових частин. |
| Богунський (Шарій) Антоній Савович                      | 1899—1919                                               | Командир 1-го українського радянського (Богунського) полку (1918—1919) Червоної армії, учасник встановлення радянської влади в Україні. |
| Бодров Артемій Ілліч                                    | 1894—1918                                               | Більшовик, засновник сільгоспкомуни в Маріуполі. |
| Боженко Василь Назарович                                | 1871—1919                                               | Діяч комуністичної партії, командир більшовицьких військ під час війни з УНР у 1917—1919 рр. |
| Бойченко Олександр Максимович                           | 1903—1950                                               | Секретар Київського окружкому ЛКСМУ (1928—1929), генеральний секретар ЦК ЛКСМУ (1930—1932), член ЦК КП(б)У (1930—1934), письменник. |
| Бокій Гліб Іванович                                     | 1879—1937                                               | Комісар державної безпеки 3-го рангу (1935). Організатор червоного терору в Петрограді і Північному регіоні. Один з найактивніших творців системи ГУЛАГ. |
| Большунов Олександр Якович                              | 1883—1961                                               | Учасник встановлення радянської влади. |
| Бондарев Тихон Лаврентійович                            | 1871—1938                                               | Учасник встановлення радянської влади на Катеринославщині, організатор загонів Червоної гвардії, організатор примусових хлібозаготівель. |
| Бонівур (Баневур) Віталій Борисович                     | 1902—1922                                               | Комсомолець, учасник встановлення радянської влади на Далекому сході. |
| Бонч-Бруєвич Володимир Дмитрович                        | 1873—1955                                               | Діяч комуністичної партії, член Ради народних комісарів РРФСР. |
| Боровий Микита Васильович                               |                                                         | Машиніст паровозу станції Гришине, революціонер (1905—1908), член РСДРП(б), учасник встановлення радянської влади на Донбасі, член ревкому станції Гришине (1917). |
| Бош Євгенія Богданівна                                  | 1879—1925                                               | Народний секретар внутрішніх справ радянської УНР (грудень 1917 р. — квітень 1918 р.); у 1918 р. керувала збройними більшовицькими загонами в Україні. |
| Брагін Іван Петрович                                    | 1893—1919                                               | Комісар загону червоних партизанів, більшовик. Учасник встановлення радянської влади на Дніпропетровщині. |
| Брежнєв Леонід Ілліч                                    | 1906—1982                                               | Перший секретар ЦК КПРС (1964—1966), Генеральний секретар ЦК КПРС (1966—1982), у 1960—1964 і 1977—1982 рр. — Голова Президії Верховної Ради СРСР. |
| Брон Михайло Ісакович                                   | 1896—?                                                  | Член ВУЦВК, прокурор Харківської області (1932—1937) |
| Брюханов Микола Павлович                                | 1878—1938                                               | Народний комісар продовольства РСФРР (1921—1923), народний комісар продовольства СРСР (1923—1924), народний комісар фінансів СРСР (1926—1930). |
| Бубнов Андрій Сергійович                                | 1884—1938                                               | У квітні 1919 р. був одним з керівників операції з жорстокого придушення Куренівського повстання проти більшовиків у м. Києві; у 1919 р. — нарком внутрішніх справ Української СРР. |
| Будьонний Семен Михайлович                              | 1883—1973                                               | Учасник встановлення радянської влади в Україні у 1917—1921 рр., командувач Першої кінної армії; один з організаторів масових репресій серед військових у 1930—1940-х рр. |
| Буздалін Сергій Феоктистович                            | 1892—1937                                               | член ВУЦВК, народний комісар юстиції УСРР і голова Верховного революційного трибуналу (1921—1923 рр.), голова Верховного суду УСРР, в.о. наркома внутрішніх справ УСРР (1924 р.) |
| Булат Іван Лазарович                                    | 1896—1938                                               | Учасник встановлення радянської влади, член Катеринославського комітету РСДРП(б), одночасно командир загону Червоної Гвардії (1917), у 1922—1925 рр. — на партійній роботі, у 1925—1926 рр. — заступник голови Раднаркому УСРР, у 1930—1934 рр. — кандидат у члени ЦК ВКП(б), у 1936—1937 рр. — нарком юстиції РСФРР і одночасно голова Верховного Суду РСФРР. Член ЦВК СРСР і ВУЦВК. |
| Буренін Микола Євгенович                                | 1874—1962                                               | Учасник встановлення радянської влади, соратник Л. Б. Красіна. |
| Вагжанов Олександр Петрович                             | 1877—1919                                               | Більшовик, учасник встановлення радянської влади в Твері, голова Тверського військревкому (1917), виконкому Тверської губернської Ради (1917—1918). |
| Вайнер Леонід Якович                                    | 1897—1937                                               | Учасник встановлення радянської влади на Донбасі. У листопаді 1917 р. сформував червоногвардійський кавалерійський загін; командир Луганського кавалерійського полку. |
| Валявко Василь Антонович                                | 1885—1930                                               | Командир більшовицьких загонів у 1917—1919, голова Катеринославської ЧК (1919), у 1926 р. — співробітник торгпредства СРСР у Німеччині, у 1927 р. — голова Маріупольського окружного виконкому, у 1927—1928 рр. — член колегії НК РСІ УРСР, член ЦКК КП(б)У. |
| Ванніков Борис Львович                                  | 1897—1962                                               | Заступник народного комісара оборонної промисловості (1937—1939), нарком озброєння (1939—1941), нарком боєприпасів СРСР (1942—1946). |
| Варганов Василь Опанасович                              | 1890—1974                                               | Учасник встановлення радянської влади, організатор Червоної гвардії в Маріуполі, міський військовий комісар Маріуполя. |
| Варейкіс Йосип Михайлович                               | 1894—1938                                               | Народний комісар соціального забезпечення Донецько-Криворізької Республіки (1918), голова Симбірського (1918—1920) та Вітебського (1920) губернського комітету партії (1918—1920), Вітебського губернського ревкому (1920), перший секретар Центрально-Чорноземного (1928—1934) та Воронезького (1934—1935) обкомів партії, Сталінградського (1935—1936) та Далекосхідного (1937) крайкомів партії. |
| Василевська Ванда Львівна                               | 1905—1964                                               | Депутат Верховної Ради СРСР, співробітник-агітатор Політуправління Червоної Армії під час Другої світової війни. Голова комуністичної Спілки польських патріотів та член сформованого у Москві маріонеткового «Польського комітету національного визволення» і Тимчасового Польського Уряду. |
| Василенко Марко Сергійович                              | 1895—1937                                               | Учасник встановлення радянської влади в Україні. Працював у ВЧК (1919 р.), заступник голови виконкому Чернігівської губернської Ради (1923—1924 рр.), секретар Президії Всеукраїнського ЦВК (1929—1931 рр.), нарком фінансів УСРР (1935—1937 рр.) |
| Ватутін Микола Федорович                                | 1901—1944                                               | Радянський воєначальник, генерал армії (1943) |
| Вахітов Мулланур Муллазянович                           | 1895—1918                                               | Більшовицький діяч Татарстану, народний комісар з справ мусульман Внутрішньої Росії (1918). |
| Вахрушев Василь Васильович                              | 1902—1947                                               | Голова РНК РРФСР у 1939—1940 рр. , народний комісар вугільної промисловості СРСР у 1939—1946 рр. |
| Вацетіс Іоаким Іоакимович                               | 1873—1938                                               | Командарм 2 рангу, один з командирів загонів «латиських стрільців», у 1918—1919 рр. головнокомандувач збройними силами РСФРР. |
| Ващенко Григорій Іванович                               | 1920—1990                                               | Радянський партійний діяч, перший секретар Харківського обкому КПУ (1964—1972), член ЦК КПРС (1966—1989), член ЦК КПУ (1965—1986), член Політбюро ЦК КПУ (1971—1983), перший заступник Голови Ради Міністрів УРСР (1972—1983), міністр торгівлі СРСР (1983—1986). |
| Велічкіна Віра Михайлівна                               | 1868—1918                                               | Співробітник медично-санітарного відділу Петроградської ВРК. Після Жовтневого перевороту була організатором шкільно-санітарної справи, очолюючи відповідний відділ при Народному комісаріаті просвіти, організатор Народного комісаріату охорони здоров'я РСФРР. |
| Винокуров Олександр Миколайович                         | 1869—1944                                               | Член колегії Народного комісаріату праці РСФРР (1917), народний комісар соціального забезпечення РСФРР (1918—1921), народний комісар охорони здоров'я УСРР (1919), член Комісії по боротьбі з голодом (1921—1924), голова Верховного суду СРСР (1924—1938). |
| Височиненко Семен Дмитрович                             | 1890—1938                                               | Партійний та комсомольський діяч, учасник встановлення радянської влади в Україні, секретар Харківського губернського комітету, ЦК Ленінської комуністичної спілки молоді України (1924—1925), генеральний секретар ЦК ЛКСМУ (1925—1927). |
| Вишинський Андрій Януарійович                           | 1883—1954                                               | Прокурор СРСР (1935—1939), міністр закордонних справ СРСР (1949—1953), організатор великого терору в СРСР. |
| Вознесенський Микола Олексійович                        | 1903—1950                                               | Радянський державний і партійний діяч, академік АН СРСР, член Політбюро КПРС (1947—1949). |
| Воїнов Іван Авксентійович                               | 1884—1917                                               | Більшовик, кореспондент більшовицьких видань. |
| Войков Петро Лазаревич                                  | 1888—1927                                               | Член ВКП(б), член Єкатеринбурзького воєнно-революційного комітету. Заступник голови Колегії Народного комісаріату зовнішньої торгівлі. Учасник радянської делегації під час укладання Ризького миру з Польщею в 1921 р. |
| Войцехович Альберт Казимирович                          | 1877—1957                                               | Учасник встановлення радянської влади в Україні, член Катеринославської ради робітничих депутатів. |
| Волков І.                                               |                                                         | Організатор партосередку ВКП(б) у Гуляївці (Березівський район Одеської області) у 1918 р. На честь нього перейменували село Танівка. |
| Володарський Володимир                                  | 1891—1918                                               | Діяч комуністичної партії. Член Президії ВЦВК. Комісар друку, пропаганди та агітації Союзу комун Північної області. |
| Волосевич Петро Сергійович                              | 1904—1959                                               | Комсомолець, організатор ЛКСМ у Маріуполі, учасник встановлення радянської влади в Україні. |
| Воробйов Пилип Матвійович                               | 1898—1919                                               | Більшовик, учасник встановлення радянської влади на Донбасі. |
| Воробйов Яків Зіновійович                               | 1885—1919                                               | [ 1 ] |
| Воровський Вацлав Вацлавович                            | 1871—1923                                               | Діяч комуністичної партії. Завідувач Державного видавництва РСФРР, ініціатор переслідування Церкви. Делегат І Конгресу Комінтерну. |
| Воронцов Петро Опанасович                               | 1893—1919                                               | Учасник встановлення радянської влади в Україні. |
| Ворошилов Климент Єфремович                             | 1881—1969                                               | Військовий та політичний діяч, маршал Радянського Союзу. У квітні 1919 р. був одним із керівників операції з жорстокого придушення Куренівського повстання проти більшовиків у Києві. Брав участь у створенні ВЧК (у січні 1918 р. — голова ЧК з охорони Петрограда) і придушенні Кронштадтського повстання 1921 р. Один з організаторів масових репресій у Червоній Армії. Голова Президії Верховної Ради СРСР (1953—1960 рр.), член Політбюро (Президії) ЦК КПРС (1926—1960 рр.) |
| Вострецов Степан Сергійович                             | 1883—1932                                               | Радянський воєначальник, комкор, учасник встановлення радянської влади на Далекому сході. |
| Гавро Лайош                                             | 1894—1938                                               | Військовий комендант Києва під час більшовицької окупації 1919 р. |
| Гагарін Ф.І.                                            | ? - 1918                                                | Учасник встановлення радянської влади в місті П'ятихатки. |
| Гай Гая Дмитрович                                       | 1887—1937                                               | Радянський воєначальник, учасник встановлення радянської влади в Сибіру, на Кавказі, в Білорусі. Наркомвоєнмор Вірменської РСР. |
| Гайдар Аркадій Петрович                                 | 1904—1941                                               | Діяч комуністичної партії, член ЧК. |
| Гайовий Антон Іванович                                  | 1907—1962                                               | Перший секретар Горлівського міськкому партії (1938), голова виконкому Сталінської облради (1939—1940), 1-й секретар Ворошиловградського обкому партії (1940—1951), 1-й секретар Запорізького (1952—1957) та Дніпропетровського (1957—1961) обкомів партії, член ЦК КП(Б)У (1940—1962) та ЦК КПРС (1956—1962). |
| Галан Ярослав Олександрович                             | 1902—1949                                               | Письменник, журналіст, громадський і політичний діяч, член Комуністичної Партії Західної України (з 1924 р.), учасник встановлення радянської влади в Західній Україні (1939—1940); автор пропагандистських фальсифікаторських публікацій, у яких піддавав цькуванню УГКЦ, український визвольний рух, звеличував сталінський режим. |
| Гальбич Абрам В.                                        |                                                         | член 1-го броварського ревкому, який встановлював радянську владу у Броварах у 1917 — 1918 роках. |
| Гамарник Ян Борисович                                   | 1894—1937                                               | Учасник Січневого заколоту проти УНР 1918 р., працював у більшовицькому підпіллі в часи Української Держави П. Скоропадського; брав участь в захопленні Києва Червоною Армією в 1919 р., голова Київського губревкому (1920—1921 рр.). |
| Ганев Димитр                                            | 1898—1964                                               | Болгарський державний комуністичний діяч, секретар ЦК БКП (1952—1957), голова Президії Народного Зібрання НРБ (1958—1964). |
| Гаргаєв Микола Іванович                                 | ?—1964]]                                                | Учасник встановлення радянської влади в Україні. Начальник штабу Червоної гвардії в Юзівці. |
| Гарнієр Олександр Миколайович                           | 1896—1921                                               | Революційний матрос Балтійського флоту, направлений більшовиками в Україну для встановлення радянської влади, брав участь у розправі над захисниками Крут у січні 1918 р., був командиром Першого революційного полку ім. Леніна, який брав активну участь у встановленні радянської влади на території України, Росії, Азербайджану. У 1921 р. організував Чернігівську ВЧК і очолював боротьбу з антирадянськими повстанцями. |
| Гастелло Микола Францевич                               | 1907—1941                                               | [ 1 ] |
| Глебов-Авілов Микола Павлович                           | 1887—1937                                               | Брав участь у формуванні загонів Червоної гвардії (1917 р.), голова чернігівського губревкому (кінець 1919 — початок 1920 рр.); нарком праці України. |
| Гончаров Федір Васильович                               | 1890—1934                                               | Діяч комуністичної партії, член ЧК. |
| Гопнер Серафима Іллівна                                 | 1880—1966                                               | Член Катеринославського комітету РСДРП(б) (1917), секретар ЦК КП(б)У (1918), у 1920—1925 рр. — член бюро і завідувачка агітпропом Катеринославського, Московського, Донецького, Харківського губкомів партії (1920—1925), редактор харківської газети «Всеукраїнський пролетар» (1927—1929), заступник редактора газети «Комуніст», у 1928—1938 рр. — на відповідальній роботі в Комінтерні, з 1945 р. — старший науковий співробітник Інституту Марксизму-Ленінізму при ЦК КПРС. |
| Гординський Антон Йосипович                             | 1884—1919                                               | начальник загону Червоної гвардії в Білій Церкві, білоцерківський повітовий військовий комісар; боровся з селянськими загонами, які виступали проти політики воєнного комунізму. |
| Городовиков Ока Іванович                                | 1879—1960                                               | Більшовицький воєначальник. Учасник встановлення радянської влади в Україні. |
| Горький Максим                                          | 1868—1936                                               | Радянський «пролетарський» письменник, друг Леніна, українофоб. |
| Готвальд Климент                                        | 1896—1953                                               | Генеральний секретар Комуністичної партії Чехословаччини в 1929—1953 рр. |
| Грачов Іван Павлович                                    | [[1898—?                                                | Учасник встановлення радянської влади в Україні. Комісар Червоної Азовської військової флотилії. |
| Гриневич Андрій Володимирович                           | 1891—1937                                               | Комісар загону Червоної гвардії на Чернігівщині, Чернігівський губернський воєнний комісар. |
| Гринько Григорій Федорович                              | 1890—1938                                               | Нарком просвіти УСРР (1920—1922), голова Держплану УСРР (1922—1923), голова виконкому Київської губради (1923—1925), заступник голови Держплану СРСР (1928—1929), нарком фінансів СРСР (1930—1937). |
| Гриценко Олексій Варфоломійович                         | 1905—1983                                               | Помічник оперуповноваженого Маріупольського міського відділу ДПУ (1932—1934 рр.) та УНКВС Донецької області (1934—1936 рр.). Начальник Амвросіївського райвідділу НКВС Сталінської області (1936—1939 рр.), Краматорского міського відділу НКВС Сталінської області (1939—1941 рр.). Заступник начальника Управління НКВС-МВС УРСР по Волинській області (1945—1950 рр.), пізніше — начальник Управлінь МВС УРСР по Станіславській (1950—1953 рр.), Дрогобицькій (1953—1954 рр.) областях; начальник Управління КДБ УРСР по Дрогобицькій області (1954—1959 рр.).                                |
| Гришин Віктор Васильович                                | 1914—1992                                               | Радянський державний і партійний діяч, 1-й секретар Серпуховського міськкому партії, голова ВЦСПС (1956—1967), 1-й секретар Московського міськкому КПРС (1967—1985). |
| Грищук Леонід Степанович                                | 1906—1960                                               | 1-й секретар Львівського обкому КП(б)У (листопад 1939 — червень 1941 рр.). |
| Гротеволь Отто                                          | 1894—1964                                               | Німецький комуністичний діяч, голова уряду НДР (1949—1964). |
| Груленко Михайло Васильович                             | 1904—1941                                               | 1-й секретар Станіславського обкому КП(б)У (листопад 1939 — червень 1941 рр.) |
| Грушовий Костянтин Степанович                           | 1906—1982                                               | Перший секретар Дніпродзержинського міського комітету КП(б)У Дніпропетровської області (1938—1939), 2-й секретар Дніпропетровського обласного комітету КП(б)У (1939—1941), у липні — жовтні 1941 р. — виконувач обов'язків 1-го секретаря Дніпропетровського обкому КП(б)У, у 1940—1949 рр. — член Ревізійної комісії КП(б)У, у 1949—1952 рр. — член ЦК КП(б)У, у 1966—1982 рр. — кандидат у члени ЦК КПРС. |
| Губанов Михайло Костянтинович                           | 1892—1959                                               | Учасник встановлення радянської влади на Катеринославщині. |
| Гудков Микола Петрович                                  |                                                         | Учасник встановлення радянської влади на Катеринославщині. |
| Гурін Вітя                                              | 1914—1929                                               | Учень Юзівської школи № 1, який був убитий на Великдень 1929 року за антирелігійну пропаганду у міському клубі, ім'я широко використовувалося для пропаганди комунізму на Донбасі. |
| Давидов Олексій Йосипович                               | 1907—1963                                               | Голова виконкому Київської міської ради депутатів трудящих (1947—1963) |
| Дахно Ілля Іванович                                     | 1886—1967                                               | Учасник встановлення радянської влади на Луганщині, червоногвардієць, комісар 1-го Луганського комуністичного полку. |
| Дацько Йосип                                            | ?—1919]]                                                | Член Харківського більшовицького підпілля, учасник встановлення радянської влади в Україні. |
| Дегтяренко Петро Михайлович                             | 1885—1938                                               | Організатор більшовицьких загонів, учасник війни проти УНР, голова київського губернського ЧК. |
| Демченко Микола Нестерович                              | 1896—1937                                               | Радянський партійний та державний діяч, нарком землеробства УСРР (1930—1932), перший секретар Київського (1932—1934) та Харківського обкому (1934—1936) член Політбюро ЦК КП(б)У (1931—1937). |
| Джапарідзе Прокіп Апрасіоновіч                          | 1880—1918                                               | Голова виконкому Бакинської ради (1918), один з «26 бакинських комісарів». |
| Дзержинський Фелікс Едмундович                          | 1877—1926                                               | Організатор і голова ВЧК. |
| Дибенко Павло Юхимович                                  | 1889—1938                                               | Організатор більшовицьких загонів, член Ради Народних Комісарів РРФСР, учасник встановлення радянської влади в Україні. |
| Димитров Георгій                                        | 1882—1949                                               | Генеральний секретар Комінтерну у 1935—1943 роках. |
| Діас Хосе                                               | 1896—1942                                               | Генеральний секретар компартії Іспанії (1932—1942). |
| Доброхотов Михайло Петрович                             | 1871—1919                                               | Учасник встановлення радянської влади, керівник більшовицького підпілля в Харкові (1906—1913). |
| Довгалевський Валеріан Савелійович                      | 1885—1934                                               | Нарком пошт та телеграфів РСФРР (1921—1923), дипломатичний представник в Швеції (1924—1927), Японії (1927), Франції (1927—1934) |
| Довнар-Запольський Всеволод Митрофанович                | 1898—1919                                               | Учасник січневого заколоту проти УНР в 1918 р., організатор і керівник загонів Червоної гвардії на Шулявці у 1917—1918 рр. |
| Долгушев Олексій Романович                              | 1902—1973                                               | В органах ДПУ з 1929 р. Начальник 5-го відділення УДБ НКВС УРСР (1937—1938 рр.), 1-го відділення УДБ НКВС УРСР (1938 р.), начальник УНКВС Київської області (1938—1939 рр.). |
| Долорес Ібаррурі                                        | 1895—1989                                               | Діячка комуністичної партії Іспанії, діяч Комінтерну. |
| Доренський Савелій Семенович                            | 1901—1967                                               | Учасник встановлення радянської влади в Юзівці (Донецьку). |
| Драбкін Яків Давидович                                  | 1874—1933                                               | Політпрацівник Червоної Армії, секретар Петрогадського військревкому (1917), керівник Політичного управління РВСР (1921—1922), голова Туркестанського бюро ЦК РКП(б) (1922), діяч Комінтерну. |
| Дубовий Іван Наумович                                   | 1896—1938                                               | Радянський військовий діяч, військовий комісар, комендант, начальник зв'язку Центрального штабу Червоної гвардії Донбасу (1918—1919), учасник встановлення радянської влади в Україні. |
| Дубовий Наум Іпатійович                                 | 1875—1941                                               | Член Центрального штабу Червоної гвардії Донбасу (1917—1918), на керівній та господарчої роботі в Донбасі (1920-і), голова Спілки войовничих безвірників України (1933—1938). |
| Дубровінський Яків Федорович                            | 1882—1918                                               | Учасник встановлення радянської влади в Сибіру. |
| Дундич Олеко                                            | 1897—1920                                               | Діяч комуністичної партії, учасник війни проти УНР. |
| Дятлов Петро Юрійович                                   | 1883—1933                                               | Учасник встановлення радянської влади в Україні. |
| Ейдеман (Ейдеманіс) Роберт Петрович                     | 1895—1937                                               | Радянський військовий діяч, учасник встановлення радянської влади в Україні, один з організаторів червоного терору. З жовтня 1920 р. командував військами внутрішньої служби Південного і Південно-Західного фронтів, з 1921 р. — командував військами внутрішньої служби України, командувач військами Харківського військового округу, помічник командувача Збройними Силами України і Криму (1921), член Всеукраїнського Центрального Виконавчого Комітету. |
| Енгельс Фрідріх                                         | 1820—1895                                               | Основоположник ідеології марксизму. Разом з Карлом Марксом склав «Маніфест Комуністичної Партії». Його особа використовувалася для пропаганди комуністичного тоталітарного режиму. |
| Єгоров Олександр Ілліч                                  | 1883—1939                                               | Радянський військовий діяч, Маршал Радянського Союзу, голова Центропленбежу (1918), 1-й заступник наркома оборони СРСР (1937—1938). |
| Єлізаров Марк Тимофійович                               | 1863—1919                                               | Радянський державний діяч, член ВКП(б), нарком шляхів сполучення (1917—1918), чоловік Ганни Ульянової — сестри В. Леніна. |
| Єлізарова-Ульянова Ганна Іллівна                        | 1864—1935                                               | Радянський державний і партійний діяч, член бюро ЦК РСДРП (1917), секретар газети «Правда», «Ткач», одна з організаторів Істпарта та Інституту В. І. Леніна. |
| Єлін Георгій Васильович                                 | 1887—1941                                               | Учасник встановлення радянської влади, член військової організації Петроградського комітету більшовиків (1917 р.) |
| Ємельянов Микола Олександрович                          | 1871—1958                                               | Діяч комуністичної партії, учасник Жовтневого перевороту. |
| Ємельянов-Сурик Олександр Васильович                    | 1892—1938                                               | Учасник встановлення радянської влади, один з організаторів Червоної гвардії в Харкові, Київський губернський військовий комісар (1919 р.). |
| Єрахін Іван                                             | ? −1921                                                 | Учасник встановлення радянської влади в Україні. Військовий комісар Селидівської волості в 1921 р. |
| Єременко Андрій Іванович                                | 1892—1970                                               | Учасник встановлення радянської влади на Луганщині, боєць 1-ї Кінної армії С. Будьоного. Маршал Радянського Союзу. З 1946 р. депутат Верховної Ради СРСР. Кандидат в члени ЦК КПРС (1956). |
| Єрмаков Іларіон                                         | ?—1921]]                                                | Учасник встановлення радянської влади на Донбасі, боєць Юзівського робітничого загону. |
| Єрмощенко Веніамін Йосипович                            | 1889—1937                                               | Діяч комуністичної партії, учасник Жовтневого перевороту та придушення українського руху опору 1920-х рр. |
| Єфремов Олександр Іларіонович                           | 1904—1951                                               | Голова виконкому Мособлради (1938), голова Московської міськради (1938—1939), нарком важкого машинобудування СРСР (1940—1949), заступник голова Радміну СРСР (1949—1951). |
| Жабрєв Іван Андрійович                                  | 1898—1939                                               | Від 1919 р. незмінно працював в органах ЧК-ДПУ-НКВС на території Росії та Білорусі, майор держбезпеки з 1936 р. У лютому-листопаді 1938 р. — начальник УНКВС Кам'янець-Подільської області. У червні 1938 р. обраний депутатом Верховної Ради УРСР 1-го скликання. |
| Жданов Андрій Олександрович                             | 1896—1948                                               | член Політбюро ЦК ВКП(б). Організатор червоного терору; особисто візував 176 розстрільних списків. |
| Желєзняков Анатолій Григорович («матрос Желєзняк»)      | 1895—1919                                               | Учасник Жовтневого перевороту, командир Першої радянської кінної батареї, командир бригади бронепоїздів. Учасник встановлення радянської влади в Україні. |
| Жлоба Дмитро Петрович                                   | 1887—1938                                               | Учасник встановлення радянської влади. Один з командирів Північнокавказької радянської республіки (1918), керівник Помголодом та Послідголодом (1923—1925), голова «Плавбуду» (1929—1937). |
| Жуков Георгій Костянтинович                             | 1896—1974                                               | Радянський воєначальник, маршал; Міністр оборони СРСР (1955—1957), член президії ЦК КПРС (1957), відзначився чисельними наказами про розстріли червоноармійців та мародерством на окупованих територіях Німеччини. Учасник придушення Угорської революції 1956. |
| Жуковський Йосип Гаврилович                             | 1890—1930                                               | Учасник встановлення радянської влади на Катеринославщині. |
| Завенягін Авраамій Павлович                             | 1901—1956                                               | Керівник будівництва та перший директор Магнітогорського металургійного комбінату (1932—1938), керівник будівництва та перший директор Норильського гірничо-металургійного комбінату (Норильлаг, 1938—1941), заступник наркома (міністра) внутрішніх справ СРСР (1941—1953), який опікувався промислово-будівельними структурами НКВС СРСР. З 1955 року заступник голови Ради Міністрів СРСР і заступник міністра середнього машинобудування, з 1955 року — міністр середнього машинобудування. З 1945 року — один із керівників радянського атомного проекту. Двічі Герой Соціалістичної Праці. |
| Заворуєв Андрій Омелянович                              | 1887—1941                                               | Учасник встановлення радянської влади, член підпільної організації РСДРП(б) на заводі «Російський Провіданс». |
| Загорський Володимир Михайлович                         | 1883—1919                                               | Організатор червоного терору в Росії. Входив до Політичної Комісії по керівництву Центральним Штабом каральних загонів особливого призначення Москви, створених для проведення червоного терору |
| Задіонченко Семен Борисович                             | 1898—1972                                               | У 1938—1941 рр. — 1-й секретар Дніпропетровського обкому КП(б)У, кандидат в члени Політбюро ЦК КП(б)У (1938—1949 рр.). Організатор політичних репресій в 1930-х — 1940-х рр. |
| Зайцев Федір Іванович                                   | 1897—1960                                               | Учасник встановлення радянської влади на Донбасі. Секретар Юзовської міської ради робочих та солдатських депутатів (1920—1923), секретар Луганського окружкому партії (1929—1930), 1-й секретар Дніпропетровського міськкому партії (1930—1932), секретар ЦК КП(б) України (1932—1933). |
| Зайчук Володимир Гнатович                               | 1921—1996                                               | Слідчий прокуратури м. Володимира-Волинського (1940—1941 рр.), голова Рівненського обласного суду (1950—1953 рр.), перший заступник міністра юстиції УРСР (1953—1962 рр.), голова Верховного суду УРСР (1963—1970 рр.), міністр юстиції УРСР (1970—1990 рр.). |
| Замарайкін Лев Федотович                                | 1886—1959                                               | Учасник встановлення радянської влади на Катеринославщині. |
| Запотоцький Антонін                                     | 1884—1957                                               | Комуністичний діяч Чехословаччини, генеральний секретар ЦК КПЧ (1922—1925), голова уряду (1948—1953), президент Чегословаччини (1953—1957). |
| Заслонов Костянтин Сергійович                           | 1902—1942                                               | [ 1 ] |
| Засядько Олександр Федорович                            | 1910—1963                                               | Міністр вугільної промисловості СРСР (1947—1955), член ЦК КПРС (1952—1956), заступник голови Ради міністрів СРСР (1958—1962). |
| Затонський Володимир Петрович                           | 1888—1938                                               | Один із керівників збройного повстання в Києві після Жовтневого перевороту 1917 р. Народний комісар освіти УСРР (1919—1920 рр.). |
| Захаренко Іван Юхимович                                 | 1880—1960                                               | Учасник встановлення радянської влади на Катеринославщині. |
| Зачепа Іван Іванович                                    | 1900—1976                                               | Незмінно працював в органах ЧК-ДПУ-НКВС у 1920—1948 рр. Начальник 3-го відділу УДБ УНКВС Чернігівської області (1936—1937 рр.), Ворошиловського міського відділу НКВС Ворошиловградської області (1937—1939 рр.), Управління НКВС УРСР по Дрогобицькій області (1939—1941 рр.). Генерал-майор держбезпеки з 1945 р. |
| Згурська Катерина Іванівна                              | 1915—2000                                               | Заступник голови Верховного суду УРСР (1952—1954 рр.), заступник міністра (1954—1957 рр.), міністр юстиції УРСР (1957—1963 рр.), перший заступник прокурора УРСР (1963—1966 рр.). |
| Зеленський Тимофій Петрович                             | 1884—1937                                               | Діяч комуністичної партї, учасник встановлення радянської влади у Харкові, секретар Петінського райкому партії, другий секретар Харківського міськкому партії. |
| Землячка Розалія Самійлівна                             | 1876—1947                                               | Учасник встановлення радянської влади, секретар Кримського обкому ВКП(б), активний організатор червоного терору в Криму, обіймала високі партійні і державні посади. |
| Зінуков Іван                                            |                                                         | Учасник встановлення радянської влади на Катеринославщині. |
| Зубарєв Микола Прокопович                               | 1904—1980                                               | З 1928 р. проходив службу у прикордонних військах ДПУ-НКВС СРСР. Начальник Управління військ НКВС по охороні тилу 1-го Українського фронту (1944—1945 рр.), у 1947—1950 рр. — заступник начальника, а в 1950—1953 рр. — начальник Управління прикордонних військ МДБ Закарпатського округу. |
| Зубков Володимир                                        | 1893—1921                                               | Учасник встановлення радянської влади на Донбасі, боєць Юзівського робітничого загону. |
| Іванов Андрій Васильович                                | 1888—1927                                               | Учасник встановлення радянської влади в Україні. Один із організаторів збройного повстання проти УНР у 1918 р. Голова Київського губвиконкому (1919 р.), пізніше — Київського губревкому (1919—1920 рр.), Харківського, Одеського губвиконкомів, член президії і секретар ВУЦВК. |
| Іванов Василь Тимофійович                               | 1894—1938                                               | Обіймав керівні посади у ВУЧК-ДПУ УСРР (1922—1925 рр.), очолював Харківський, Київській, Донецький регіональні підрозділи ДПУ-НКВС (1925—1937 рр.). Заступник наркому внутрішніх справ УРСР (1937 р.), в.о. наркому внутрішніх справ УРСР (1937 р.). Комісар держбезпеки 3-го рангу. |
| Іванов Іван Іванович                                    | ?—1921]]                                                | Учасник встановлення радянської влади на Донбасі, боєць Юзівського робітничого загону. |
| Івашутін Петро Іванович                                 | 1909—2002                                               | В органах НКВС з 1939 р. Заступник начальника Особливого відділу НКВС Чорноморської групи військ (1942 р.), начальник Управління контррозвідки СМЕРШ Південно-Західного (1943 р.) і 3-го Українського (1943—1945 рр.) фронтів. Міністр держбезпеки УРСР (1952—1953 рр.), заступник начальника міністра внутрішніх справ УРСР (березень-червень 1953 р.). |
| Каганович Лазар Мойсейович                              | 1893—1991                                               | Генеральний секретар ЦК КП(б)У, організатор Голодомору та інших комуністичних злочинів. |
| Калінін Михайло Іванович                                | 1875—1946                                               | Голова ЦВК СРСР та Президії Верховної Ради СРСР. |
| Каменєв Сергій Сергійович                               | 1881—1936                                               | Учасник встановлення радянської влади, командарм 1-го рангу. |
| Каменський Абрам Захарович                              | 1885—1938                                               | Учасник встановлення радянської влади на Донбасі. Діяч Донецько-Криворізької республіки, народний комісар у справах державного контролю (1918 р.), голова Луганського парткомітету. Член партії більшовиків з 1917 р. |
| Каменські, брати                                        |                                                         | Перші комсомольці Катеринославщини. |
| Карбишев Дмитро Михайлович                              | 1880—1945                                               | [ 1 ] |
| Карнаухов М.І.                                          |                                                         | Учасник встановлення радянської влади на Донбасі, командир загону червоних партизанів у Краматорську. |
| Карпов Лев Якович                                       | 1879—1921                                               | Учасник встановлення радянської влади, член Президії ВРНГ РСФРР (1918). |
| Карпуша Омелян Мартинович                               | 1881—1937                                               | Учасник встановлення радянської влади на Катеринославщині. |
| Картвелішвілі Лаврентій Йосипович («Лаврентьєв»)        | 1890—1938                                               | Учасник встановлення радянської влади в Україні. |
| Кашен Марсель                                           | 1869—1958                                               | Французький комуністичний діяч, член президії виконкому Комінтерну. |
| Каширін Микола Дмитрович                                | 1888—1938                                               | Командарм, голова Оренбурзько-Тургайського губвиконкому (1920). |
| Квірінг Еммануїл Іванович                               | 1888—1937                                               | Секретар Донецького губкому КП(б)У (1921—1923 рр.), перший секретар ЦК КП(б)У (1923—1925 рр.). |
| Квятек Казимир Францевич (Вітковський Ян Карлович)      | 1888—1938                                               | Член ВУЦВК, брав участь у створенні Богунського полку, активний учасник боротьби проти української влади. |
| Кедров Михайло Сергійович                               | 1878—1941                                               | Чекіст: начальник військового відділу ВЧК (1918—1919), засновник перших концтаборів, ліквідував Соловецький монастир (1920), член Президії Держплану СРСР 1931—1934). |
| Кирпонос Михайло Петрович                               | 1892—1941                                               | [ 1 ] |
| Кисельов Аркадій Леонтійович                            | 1880—1938                                               | Один з організаторів Червоної гвардії у Донбасі, пізніше воював у лавах Червоної армії. Народний комісар юстиції га генеральний прокурор УСРР (1935—1936 рр.), член президії ВУЦВК. |
| Кізіров Дмитро Авраамович                               | ?—1921]]                                                | Учасник встановлення радянської влади, член продзагону з заводів «Нікополь» та «Російський Провіданс». |
| Кіквідзе Василь Ісидорович («Васо»)                     | 1895—1919                                               | Командував Рівненським червоногвардійським загоном у боях проти Центральної Ради (грудень 1917 — квітень 1918 рр.). Навесні 1918 р., командував 4-ю Червоною армією в Україні. |
| Кін Павло Андрійович                                    | 1882—1943                                               | Голова Харківського РВК (1917 р.), організатор загонів Червоної гвардії. Комендант Харкова у 1918—1919 рр., голова Одеського губревкому (1920—1921 рр.), народний комісар внутрішніх справ УСРР (1921 р.). |
| Кінгісепп Віктор Едуардович                             | 1888—1922                                               | Організатор компартії Естонії, член ЧК, ревтрибуналу, ВЦВК. |
| Кіров Сергій Миронович                                  | 1886—1934                                               | Член ЦК РКП(б) з 1923 р. Організатор масових репресій. |
| Клапцов Дмитро Іванович                                 | 1895—1938                                               | Один з організаторів і керівників Комсомолу на Харківщині, учасник встановлення радянської влади в Україні. |
| Клименко Василь Костянтинович                           | 1906—1984                                               | Перший секретар Ворошиловградського обкому партії (1951—1961), секретар Сталінського (1941), Башкирського (1941—1943) обкомів, Сталінського (1944—1951) міськкому партії, голова Української республіканської Ради профспілок (1961—1971). |
| Клочко Володимир Юрійович                               | 1889—1918                                               | Організатор Червоної гвардії на Катеринославщині. |
| Кобозєв Петро Олексійович                               | 1878—1941                                               | Радянський державний та партійний діяч, комісар. |
| Кобулов Амаяк Захарович                                 | 1906—1955                                               | Виконувач обов'язків наркома внутрішніх справ Абхазької АСРР. З грудня 1938 р. — перший заступник наркома внутрішніх справ УРСР, в 1938—1939 рр. — в.о. наркома внутрішніх справ УРСР. Після війни працював у центральному апараті НКВС-МВС СРСР. |
| Коваль Андрій Андрійович                                | ?—1921]]                                                | Учасник встановлення радянської влади на Донбасі, боєць Юзівського робітничого загону. |
| Ковальчуки, брати (Георгій і Тимофій)                   |                                                         | Учасники встановлення радянської влади. |
| Ковпак Сидір Артемійович                                | 1887—1967                                               | Командир партизанських загонів в Україні, член ЦК КП(б)У, генерал-майор, голова Путивльського міськвиконкому (1937—1941), заступник голови Президії Верховної Ради УРСР (1947—1967). Був у початковій версії списку на сайті Українського інституту національної пам'яті, але в даний момент відсутній [Архівовано 7 жовтня 2015 у Wayback Machine.]. |
| Ковтюх Єпіфан Іович                                     | 1890—1938                                               | Радянський військовий діяч, учасник встановлення радянської влади, комкор (1920), учасник придушення Кронштадтського заколоту (1921), член ВЦВК. |
| Кожевніков Інокентій Серафимович                        | 1879—1931                                               | Один з організаторів і командирів Червоної гвардії в Харкові. |
| Кожевніков Сергій Федорович                             | 1904—1961                                               | В органах ДПУ з 1924 р. У 1929—1930 рр. — уповноважений Ніжинського окружного відділу ДПУ. Заступник начальника (1939—1941 рр.), начальник УНКВС по Вінницькій і Сумській областях (1941 р.). Помічник начальника 3-го Головного управління МДБ СРСР (1946—1947 рр.), начальник 9-го управління МДБ СРСР (1950—1951 рр.), управління МДБ УРСР по Дрогобицькій (1951—1952 рр.) і Запорізькій (1952—1953 рр.) областях. |
| Козачек Сергій Борисович                                | 1897—1971                                               | Боєць чернігівського загону Червоної гвардії, 1-го Богунського полку; помічник воєнкома чернігівського повітового військкомату (1919 р.). |
| Козлов Василь Іванович                                  | 1903—1967                                               | Радянський партійний та державний діяч, голова Президії Верховної Ради Білоруської РСР (1948—1967). |
| Козлов Іван Андрійович                                  | 1888—1957                                               | Радянський партійний діяч, член більшовицького підпілля в Харкові та Севастополі (1917—1919), учасник встановлення радянської влади в Україні. |
| Коларов Васил Петров                                    | 1877—1950                                               | Болгарський комуністичний діяч. У 1922—1924 рр. генеральний секретар Комінтерну. У 1946 р. один із організаторів комуністичного перевороту в Болгарії. |
| Коллонтай Олександра Михайлівна                         | 1872—1952                                               | Учасник встановлення радянської влади в Україні; начальник політвідділу Задніпровської червоної дивізії; нарком пропаганди і агітації Кримської РСР; член комісії ЦК КПУ з агітації і пропаганди серед жінок-робітниць; нарком пропаганди та агітації УРСР. |
| Кон Фелікс Якович                                       | 1864—1941                                               | Учасник встановлення радянської влади в Україні, член Політбюро ЦК КП(б)У (1921). |
| Кондрашкін Андрій                                       | 1901—1923                                               | Учасник встановлення радянської влади, один з перших комсомольських ватажків у м. Маріуполі. |
| Кондрашов Іван                                          | ?–1921                                                  | Учасник встановлення радянської влади на Донбасі, боєць Юзівського робітничого загону. |
| Копилов Микола Васильович                               | 1889—1940                                               | Член Катеринославського міського комітету РСДРП(б), організатор Червоної гвардії (1917—1918). |
| Корганов Григорій Миколайович                           | 1886—1918                                               | Один з «26 бакинських комісарів». |
| Коржиков Тит Михайлович                                 | 1896—1937                                               | Секретар Чернігівського губкому партії (1919 р.), голова Чернігівського губвиконкому (1919 р.), голова губревкому (1920 р.); інструктор оргвідділу ЦК КП(б)У. Організатор червоного терору. |
| Корк Август Іванович                                    | 1887—1937                                               | Радянський військовий діяч, командарм, учасник встановлення радянської влади в Росії, Україні, Середній Азії. |
| Корнійчук Олександр Євдокимович                         | 1905—1972                                               | У 1943—1944 рр. заступник наркома іноземних справ СРСР, член Президії ЦК Компартії України, у 1947—1953 та 1959—1972 рр. Голова Верховної Ради УРСР, у 1938—1941 та у 1946—1953 рр. Голова Спілки письменників УРСР |
| Коротков Федір Іванович                                 | 1905—1983                                               | Перший секретар Корюківського райкому КП(б)У (1937—1941). |
| Коротченко Дем'ян Сергійович                            | 1894—1969                                               | Голова РНК УРСР (1938—1939), секретар ЦК КП(б)У (1939—1947), голова Ради Міністрів УРСР (1947—1954), з 1954 р. — голова Президії Верховної Ради УРСР та заступник Голови Президії Верховної Ради СРСР. |
| Корчагін Павло                                          |                                                         | Літературний герой роману М. Островського «Як гартувалася сталь», який пропагував боротьбу за встановлення радянської влади в Україні. |
| Коршунов Костянтин Миколайович                          | 1887—1937                                               | Член комуністичної партії. Керівник загонів матросів Балтійського флоту під час Жовтневого перевороту. |
| Косарєв Олександр Васильович                            | 1903—1939                                               | Діяч ВЛКСМ (1927—1938), член ЦК ВКП(б) (1934—1938). |
| Косіор Станіслав Вікентійович                           | 1889—1939                                               | Генеральний секретар ЦК КП(б)У, організатор Голодомору та інших комуністичних злочинів. |
| Космінський Іван Степанович                             |                                                         | Учасник встановлення радянської влади на Донбасі. |
| Котельмах М.В.                                          | ?—1919]]                                                | Учасник встановлення радянської влади в Україні, член РСДРП(б), організатор червоногвардійських загонів, комісар залізничної станції Вознесенськ. |
| Котлов Іван Федорович                                   | 1873—1920                                               | Учасник встановлення радянської влади в Харкові, керівник Харківської підпільної організації КП(б)У (1918—1919). |
| Котовський Григорій Іванович                            | 1881—1925                                               | Радянський військовий та політичний діяч, учасник встановлення радянської влади в Україні, командувач Тираспольського загону збройних сил Одеської Радянської Республіки (1918), член Всеросійського ЦВК, член Реввійськради СРСР. |
| Коцюбинський Юрій Михайлович                            | 1896—1937                                               | Головнокомандувач радянськими військами під час війни з УНР у 1918 р. Член ЦК КП(б)У. |
| Кочубей Іван Антонович                                  | 1893—1919                                               | Учасник встановлення радянської влади. |
| Кравченко Микола Васильович                             | 1886—1918                                               | Учасник Січневого заколоту проти УНР 1918 р. |
| Красиков Петро Ананійович                               | 1870—1939                                               | Заступник народного комісара юстиції РСФРР (1918); з 1924 р. прокурор Верховного Суду СРСР. |
| Красін Леонід Борисович                                 | 1870—1926                                               | Голова надзвичайної комісії з постачання Червоної армії (1918), член Президії ВРНГ, нарком торгівлі і промисловості РСФРР (1918—1920), нарком шляхів сполучення РСФРР (1919—1920), нарком зовнішньої торгівлі РСФРР та СРСР (1920—1925). |
| Крейсберг Ісак Миронович                                | 1898—1919                                               | Учасник січневого заколоту проти УНР у 1918 р., учасник встановлення радянської влади в Україні. Член ЦК КП(б)У в 1918 р. Один із керівників повстання проти Директорії УНР у Катеринославі в грудні 1918 р. |
| Кречетов Геннадій Валентинович                          |                                                         | Заступник голови Маріупольського міськвиконкому (1941). |
| Кривомазов Михайло (Микола?) Іванович                   | 1896—1918                                               | Учасник встановлення радянської влади, начальник бойової дружини Основянсько-Холодногірського району Харкова. |
| Кривошликов Михайло Васильович                          | 1894—1918                                               | Член уряду Донської радянської республіки (1918). |
| Крижановський Гліб Максиміліанович                      | 1872—1959                                               | Голова Головенерго ВРНГ РСФРР (1919—1920), голова Держплану РСФРР (1921—1923, 1925—1930), член ЦК партії (1924—1939). |
| Криленко Микола Васильович                              | 1885—1938                                               | Радянський державний та партійний діяч, главковерх. |
| Крилов М. М.                                            |                                                         | Діяч комуністичної партії. |
| Кропив'янський Микола Григорович                        | 1889—1948                                               | У 1918 р. командир 1-ї української (радянської) повстанської дивізії, начальник штабу з формування частин Першої української радянської армії Збройних сил УСРР, у 1919 р. військовий комісар та комендант Ніжина, у 1921 р. начальник військ Всеукраїнської надзвичайної комісії України та Криму, у 1930-х інспектор НКВС об'єктів, на яких задіяна праця в'язнів, начальник дільниці Углицького району «Волгобуду», будівництва каналу Москва—Волга, що зводився в'язнями «Волголагу» |
| Кротенко С.                                             |                                                         | Голова Семенівського сільревкому у 1919 році. На честь нього село Семенівка Полтавської області перейменоване на Кротенки. |
| Крошка Никифор Семенович                                | ?—1919]]                                                | Учасник встановлення радянської влади на Катеринославщині. |
| Крупська Надія Костянтинівна                            | 1869—1939                                               | Дружина В. Леніна. Голова Головполітосвіти в 1920—1929 рр. Ініціатор масових репресій. |
| Ксенофонтов Іван Ксенофонтович                          | 1884—1926                                               | Член комуністичної партії, учасник встановлення радянської влади в Росії. Заступник голови ВЧК-ГПУ у 1919—1921 рр. |
| Кубасов Федір Васильович                                | 1901—1919                                               | Учасник встановлення радянської влади в Харкові, секретар Холодногірського райкому комсомолу. |
| Кудрявцев                                               |                                                         | Землевпорядник, який займався розподілом землі на Миколаївщині після Жовтневого перевороту. На честь нього названо с. Кудрявцівка (до 1920 р. — Колосівка) Миколаївської області. |
| Кузнєцов Микола Іванович                                | 1911—1944                                               | У 1930—1938 роках агент ОГПУ і НКВС в Свердловській області Росії, учасник колективізації та придушення опору радянській владі. Під час Другої світової війни — радянський розвідник і партизан, виконавець низки операції з ліквідації вищих посадових осіб окупаційного режиму. Здійснював провокації проти українського визвольного руху, в результаті яких нацистські окупанти страчували заручників. |
| Куйбишев Валеріан Володимирович                         | 1888—1935                                               | Радянський державний діяч, член Політбюро ЦК ВКП(б) (1930—1935), член Оргбюро ЦК ВКП (б) (1922—1923, 1934—1935), секретар ЦК ВКП (б) (1922—1923), член ЦК ВКП (б) (1923—1927). |
| Кулик Григорій Іванович                                 | 1890—1950                                               | Військовий і політичний діяч СРСР, маршал Радянського Союзу. Учасник встановлення радянської влади в Росії, губернський комісар, начальник гарнізону Харкова. З 1939 р. заступник народного комісара оборони СРСР. |
| Кулик Іван Юліанович (Ізраїль Юделевич)                 | 1897—1937                                               | Член київського ревкому в грудні 1917 р., входив до складу уряду радянської УНР, де очолив Народний секретаріат закордонних справ. Улітку 1918 р. разом із В. Примаковим створював бойові частини «Червоного козацтва». |
| Кун Бела                                                | 1886—1938                                               | Голова Кримського Ревкому. Організатор червоного терору в Криму. |
| Курач Микола Андрійович                                 | 1892—1957                                               | Учасник встановлення радянської влади в Україні. У 1919 р. — організатор Чернігівського комуністичного загону. Військовий комісар однієї з частин Червоної армії. |
| Курінний Іван Петрович                                  | 1880—1920                                               | Учасник встановлення радянської влади на Донбасі, голова ревкому села Олександрівка. |
| Курочкін Петро Андрійович                               | 1894—1919                                               | Учасник встановлення радянської влади на Катеринославщині. |
| Куусінен Отто Вільгельмович                             | 1881—1964                                               | Радянський політичний діяч, учасник встановлення радянської влади у Фінляндії (1918, 1940), Діяч Комінтерну. Голова Президії Верховної Ради Карело-Фінської Соціалістичної Радянської Республіки (1940—1956) |
| Кучук Георгій                                           | ?—1921]]                                                | Учасник встановлення радянської влади на Донбасі, боєць Юзівського робітничого загону. |
| Лабутенко Сергій Костянтинович                          | ?—1919]]                                                | Учасник встановлення радянської влади на Донбасі, голова Першої ради робітничих депутатів Риківських рудників. |
| Лагода Іван Микитович                                   | 1887—1934                                               | Учасник встановлення радянської влади на Луганщині. Голова Лисичанської ради робітничих депутатів у 1919 р. (Луганська обл.). |
| Лагутенко Іван Петрович                                 | 1885—1921                                               | Учасник встановлення радянської влади на Донбасі, член більшовицького підпілля в Юзівці. |
| Лазо Сергій Георгійович                                 | 1894—1920                                               | Учасник встановлення радянської влади в Сибіру і на Далекому Сході. Член Дальбюро ЦК РКП(б). |
| Лалаянц Ісак Христофорович                              | 1870—1933                                               | Учасник Жовтневого перевороту 1917 р., співробітник Головполітпросу Наркомату освіти РСФРР. |
| Лапчинський Юрій Федорович                              | 1887—1938                                               | Уповноважений Тимчасового робітничо-селянського уряду України на Чернігівщині (грудень 1918 р.), голова Чернігівського губревкому (1919 р.); секретар ВУЦВК (1920—1922 рр.). |
| Ларін Юрій (Лур'є Михайло Олександрович)                | 1882—1932                                               | Член Президії Вищої ради народного господарства РСФРР, член президії Держплану. |
| Ластовський Олександр Костянтинович                     | 1890—1920                                               | Учасник встановлення радянської влади в Україні. У період Гетьманату Павла Скоропадського — член підпільного Київського обкому комуністичної партії. |
| Лацис Віліс Тенісович                                   | 1904—1966                                               | Діяч комуністичної партії. Організатор політичних репресій в Латвії. |
| Лацис Мартин Іванович                                   | 1888—1938                                               | Член Петроградського воєнно-революційного комітету, начальник відділу ВЧК із боротьби з контрреволюцією, виконувач обов'язків голови ВЧК. У 1919—1921 рр. голова Всеукраїнської ВЧК, керівник Київської ЧК. |
| Лацис Ян Янович                                         | 1897—1937                                               | Комкор, один із командирів частин «латиських стрільців», учасник встановлення радянської влади в Україні. |
| Лащенко Михайло Лукич                                   | 1891—1920                                               | Учасник встановлення радянської влади в Україні. У 1918—1919 рр. один з організаторів червоноармійських і партизанських загонів на Ніжинщині, перший військовий комісар Ніжинського округу; головний комісар КП(б)У Ніжинського повіту. |
| Лебедєв Микола Миколайович                              | 1887—1919                                               | Активний учасник боротьби проти української влади в Києві в 1917—1918 pp. |
| Лебедєв Павло Павлович                                  | 1872—1933                                               | Радянський військовий діяч, начальник штабу Червоної армії (1919—1924), член Реввійськради СРСР (1923—1924), учасник встановлення радянської влади в Росії та Україні. |
| Лебідь Дмитро Захарович                                 | 1893—1937                                               | Член Катеринославської революційної ради (1917), губернський комісар міліції, у 1920—1924 рр. — другий секретар ЦК КП(б)У, у 1924—1925 рр. — голова Центральної контрольної комісії КП(б)У та народний комісар робітничо-селянської інспекції УСРР, у 1925—1930 рр. — заступник народного комісара робітничо-селянської інспекції СРСР, у 1930—1937 рр. — заступник голови Ради народних комісарів РСФРР. Член ЦК ВКП(б). |
| Ленін Володимир Ілліч (Ульянов, Ілліч)                  | 1870—1924                                               | Голова Ради Народних Комісарів СРСР з 1923 р. |
| Леваневський Сигізмунд Олександрович                    | 1902—1937                                               | [ 1 ] |
| Лепешинський Пантелеймон Миколайович                    | 1868—1944                                               | Учасник встановлення радянської влади в Росії, комуністичний партійний діяч. |
| Лепсе Іван Іванович                                     | 1889—1929                                               | Радянський партійний та державний діяч, член ВЦВК та ЦВК СРСР. Брав участь у придушенні повстання в Кронштадті. |
| Лернер Олександр Якович                                 |                                                         | Учасник встановлення радянської влади на Донбасі. |
| Лисенко Трохим Денисович                                | 1898—1976                                               | Радянський агроном, академік ВАСГНІЛ (1935), академік АН СРСР (1939), президент ВАСГНІЛ (1938—1956, 1961—1962), депутат Верховної Ради СРСР (1937—1966). Один з ініціаторів цькування науки генетики, боротьби з «вейсманізмом-морганізмом-менделізмом», т. зв. «лисенківщини». Результатом цієї кампанії стали репресії проти науковців, розгром школи радянської генетики, офіційна державна підтримка псевдонаукових концепцій «лисенківців». |
| Литвинов Максим Максимович                              | 1876—1951                                               | Радянський державний та партійний діяч, дипломат, нарком закордонних справ СРСР (1930—1939), представник РСФРР у Великій Британії (1917—1918), в США (1918), Естонії (1920—1921), у Лізі Націй (1934—1938). |
| Лихачов Іван Олексійович                                | 1896—1956                                               | Нарком машинобудування СРСР. |
| Личов Іван Акімович                                     | 1881—1972                                               | Радянський партійний та державний діяч, голова Самарської губради споживчих товариств (1921—1922), секретар Самарського губкому партії (1923—1925), голова ЦКК та нарком РКІ Білоруської СРР (1932—1935), член ВЦВК, ЦВК СРСР. |
| Лібкнехт Карл                                           | 1871—1919                                               | Діяч Комуністичної партії Німеччини, організатор комуністичного заколоту в Німеччині у 1919 р. |
| Лівшиць Яків Абрамович                                  | 1896—1937                                               | Голова Чернігівської губернської ЧК у 1920 р., Київської губернської ЧК у 1922 р.; заступник голови ДПУ УСРР у 1923 р.; член ВУЦВК. |
| Логаш Василь                                            |                                                         | Учасник встановлення радянської влади на Катеринославщині. |
| Ломов (Оппоков) Георгій Іпполітович                     | 1888—1938                                               | Радянський державний та партійний діяч; член ЦК партії (1917—1919, 1927—1934), заступник голови Держплану (1931—1933). |
| Лотіков Іван Васильович                                 | 1890—1940                                               | Червоногвардієць. Учасник встановлення радянської влади на Донбасі. Секретар Тамбовського і Курського губкомів РКП(б). Перебував на високих партійних посадах у Росії, Казахстані, Узбекистані. |
| Лукашевич Микола Йосипович                              | 1888—1918                                               | Учасник Січневого заколоту проти УНР у 1918 р. |
| Лукашенко Тимофій Митрофанович                          | 1890—1919                                               | Учасник встановлення радянської влади на Катеринославщині. |
| Лукомський Петро Ілліч                                  | 1892—1935                                               | Учасник встановлення радянської влади в Україні. Командир загону Червоної гвардії. |
| Луначарський Анатолій Васильович                        | 1875—1933                                               | Діяч комуністичної партії. Народний комісар освіти СРСР. |
| Лунін Микола Олександрович                              | 1915—1968                                               | Машиніст паротягу депо Новосибірськ, ініціатор соціалістичного змагання за нові методи експлуатації паротягів (1940), використаного комуністичною пропагандою як інструмент для організації «лунінського руху» швидкісного ремонту паротягів, аналогічного стаханівському руху. |
| Луценко Степан Кузьмич                                  | 1897—1927                                               | Учасник встановлення радянської влади. У 1926—1928 роках заступник народного комісара земельних справ УСРР. На честь нього село Жабки перейменували на Луценки (Полтавська область, Лохвицький район). |
| Любович Артемій Моїсеєвич                               | 1880—1938                                               | Учасник встановлення радянської влади, голова Кронштадтського комітету (1918), т.в.о. наркому пошт та телеграфів (1920—1921). |
| Любченко Панас Петрович                                 | 1897—1937                                               | Голова РНК УРСР у 1934—1937 рр. |
| Людников Іван Ілліч                                     | 1902—1976                                               | Червонофлотець Маріупольської військово-морської бази Азовської флотилії (1918—1920), член Ревізійної комісії КП(б)У (1949—1952). |
| Люксембург Роза                                         | 1871—1919                                               | Діяч комуністичної партії Німеччини |
| Лядов (Мандельштам) Мартин Миколайович                  | 1872—1947                                               | Учасник встановлення радянської влади на Закавказзі, голова виконкому Бакинської ради (1917). |
| Майоров Михайло Мусійович                               | 1890—1938                                               | Діяч комуністичної партії. Член Центрального виконавчого комітету РСФРР. Народний комісар постачання УСРР. |
| Макаренко Антон Семенович                               | 1888—1939                                               | [ 1 ] |
| Максимов                                                |                                                         | Офіцер НКВС, вбитий вояками УПА поблизу с. Любухова (нині — с. Максимівка, Львівська область). |
| Малигін Іван Васильович                                 | 1887—1918                                               | Один з «26 бакинських комісарів». |
| Малишев В'ячеслав Олександрович                         | 1902—1957                                               | Радянський державний діяч, нарком важкого машинобудування (1939—1940) танкової та середньої промисловості (1940—1952), член ЦК ВКП(б) (1939—1957). |
| Манагаров Іван Мефодійович                              | 1898—1981                                               | Радянський військовий діяч, генерал-полковник, Герой Радянського Союзу (1945 р.). Учасник встановлення радянської влади на Донбасі, боєць Червоної гвардії в Єнакієво. |
| Манкевич Олександр                                      |                                                         | Діяч комуністичної партії. |
| Мануїльський Дмитро Захарович                           | 1883—1959                                               | Перший секретар ЦК КП(б)У в 1921—1923 рр., секретар Виконавчого комітету Комінтерну в 1928—1943 рр., заступник голови Ради Міністрів УРСР у 1946—1953 рр. |
| Маркін Микола Григорович                                | 1893—1918                                               | Матрос Балтійського флоту, учасник Жовтневого перевороту 1917 р. |
| Маркс Карл                                              | 1818—1883                                               | Основоположник ідеології марксизму. Разом з Фрідріхом Енгельсом склав «Маніфест Комуністичної Партії». Його особа використовувалася для пропаганди комуністичного тоталітарного режиму. |
| Мате Залка                                              | 1896—1937                                               | Учасник встановлення радянської влади в Україні. У 1921—1923 рр. у складі військ ВЧК брав участь в придушенні селянських повстань Нестора Махна. |
| Матросов Олександр Матвійович                           | 1924—1943                                               | [ 1 ] |
| Махарадзе Пилип Єсеєвич                                 | 1868—1941                                               | Голова Раднаркому Грузинської СРР (1929—1931), Президії Верховної Ради Грузинської РСР (1938—1941). |
| Медведєв Дмитро Миколайович                             | 1898—1954                                               | Один з керівників органів ЧК в УРСР, активний організатор політичних репресій. Учасник ліквідації численних повстанських загонів. У першій половині 1930-х рр. брав активну участь в Україні у фабрикації розстрільних справ на десятки і сотні «змовників». В роки війни партизанський загін Медведєва знищив багатьох учасників визвольного руху в Україні. |
| Межлаук Валерій Іванович                                | 1893—1938                                               | Один з організаторів Червоної гвардії в Харкові; нарком фінансів Донецько-Криворізької республіки (1918 р.). |
| Меламед Яків Давидович                                  | 1887—1919                                               | Учасник встановлення радянської влади в Маріуполі. |
| Менжинський В'ячеслав Рудольфович                       | 1874—1934                                               | Радянський державний і партійний діяч, учасник Жовтневого перевороту, нарком Робітничо-селянської інспекції (1919), один із засновників ЧК, голова ОДПУ (1926—1934) |
| Меренков Іван Ігнатович                                 | 1875—1946                                               | Учасник встановлення радянської влади на Катеринославщині. |
| Меркулов Федір Олександрович                            | 1900—1956                                               | Учасник встановлення радянської влади в Україні, секретар Бахмутського повітового комітету партії (1923—1924), Маріупольського райкому профспілки металістів (1924—1926), нарком чорної металургії (1939—1940), член ЦК ВКП(б) (1939—1941). |
| Мехліс Лев Захарович                                    | 1889—1953                                               | Заступник голови РНК СРСР в 1940—1944 рр., генерал-полковник, активний організатор політичних репресій в СРСР у 1920—1930-х рр. |
| Минайленко Іван Захарович                               | 1902—1919                                               | Революціонер-більшовик, учасник встановлення радянської влади у Харкові, організатор Івано-Холодногірського райкому Комсомолу (1918—1919). |
| Мироненко Карпо Григорович                              | 1886—1963                                               | Учасник встановлення радянської влади на Катеринославщині. |
| Мироненко Федір                                         | ?—1921]]                                                | Учасник встановлення радянської влади на Донбасі, боєць Юзівського робітничого загону. |
| Миронов Микола Романович                                | 1913—1964                                               | Перший секретар Жовтневого району (1947—1949), секретар Кіровоградського обкому КП(б)У (1951), заступник начальника 3-го управління КДБ СРСР (1951—1956), начальник УКДБ по Ленінградській області (1956—1959); з травня 1959 р. — завідувач відділом адміністративних органів ЦК КПРС. |
| Мікоян Анастас Іванович                                 | 1895—1978                                               | Радянський державний і партійний діяч, перший заступник голови Ради Міністрів СРСР (1955—1964), голова Президії ВР СРСР (1964—1965). |
| Міллери, брати (Микола, Макарій, Опанас)                |                                                         | Учасники встановлення радянської влади на Катеринославщині. |
| Мільчаков Олександр Іванович                            | 1903—1973                                               | Генеральний секретар ЦК ЛКСМ України, ЦК ВЛКСМ, діяч Комінтерну. |
| Модестов Сергій Васильович                              | 1882—1919                                               | Учасник встановлення радянської влади на Катеринославщині. |
| Мозговий Іван Олексійович                               | 1927—2005                                               | Радянський державний та партійний діяч, секретар ЦК ЛКСМУ (1955—1962), 1-й секретар Рівненського (1966—1972), Херсонського (1972—1980) обкомів компартії, перший заступник голови Ради міністрів УРСР (1980). |
| Мойсеєнко Петро Онисимович                              | 1852—1923                                               | Учасник встановлення радянської влади, співробітник Істпарту в Харкові. |
| Мокієвська-Зубок Людмила Наумівна                       | 1896—1919                                               | Учасниця встановлення радянської влади, уповноважена Петроградської ВРК з продовольчих справ у Катеринославській губернії, у 1918—1919 рр. — комісар бронепотягу «3-й Брянський». |
| Молотов В'ячеслав Михайлович                            | 1890—1986                                               | Голова РНК СРСР у 1930—1941 рр., один з організаторів Голодомору 1932—1933 рр., співорганізатор воєнного злочину «Катинський розстріл». Брав участь у створенні сталінського ГУЛАГу (1934 р.). Візував після Сталіна розстрільні списки. 23 серпня 1939 р. підписав «Пакт Молотова — Ріббентропа». |
| Морозов Павло Тимофійович                               | 1918—1932                                               | Організатор піонерського загону в селі Герасимівка Уральської області Росії. Був вбитий селянами за донощиство. Особа, яку комуністична пропаганда підносила як символ вірності піонера і принциповості молодого борця з куркулями. |
| Муранов Матвій Костянтинович                            | 1873—1959                                               | Радянський партійний та державний діяч. У 1917 р. заступник наркома внутрішніх справ РСФРР. З 1923 по 1934 рр. член Верховного суду СРСР. |
| Муринсон М.С.                                           |                                                         | Учасник встановлення радянської влади у Чернігові в 1917 р. |
| Наріманов Наріман Кербалаі Наджааф огли                 | 1870—1925                                               | Радянський державний та партійний діяч, Голова Президії ЦВК СРСР від ЗРФСР; Голова Ради Народних Комісарів Азербайджанської РСР; Народний комісар закордонних справ Азербайджанської РСР, брав участь у встановленні радянської влади у Закавказзі. |
| Нетте Теодор Іванович                                   | 1896—1926                                               | Учасник встановлення радянської влади, дипломатичний кур'єр наркома закордонних справ СРСР, політкомісар 2-го батальйону 1-го Латиського стрілецького полку (1918), член Єлгавського революційного трибуналу (1919). |
| Нехаєнко Григорій Петрович                              | ?—1919]]                                                | Учасник встановлення радянської влади в Харкові, командир червоноармійського загону ХПЗ. |
| Новотко Марцелій                                        | ?—1942]]                                                | Комуністичний діяч Польщі. |
| Ногін Віктор Павлович                                   | 1878—1924                                               | Радянський партійний та державний діяч. Нарком у справах промисловості та торгівлі в першому радянському уряді, учасник встановлення радянської влади в Росії. |
| Обнорський Віктор Павлович                              | 1851—1919                                               | Більшовицький діяч, учасник встановлення радянської влади. |
| Огнєв Євдоким Павлович                                  | 1887—1918                                               | Учасник Жовтневого перевороту 1917. |
| Одинцов Олександр Васильович                            | 1895—1940                                               | Діяч комуністичної партії, секретар Чернігівського губкому КП(б)У (1921), народний комісар землеробства УРСР (1932—1933 |
| Ольмінський Михайло Степанович                          | 1863—1933                                               | Діяч революційного руху в Російській імперії, активний учасник боротьби за Радянську владу в Москві, член Замоскворецького Військово-революційного комітету. Від грудня 1917 член колегії Наркомфіну РСФРР. У 1918-20 член редколегії газети «Правда», від 1918 професор Соціалістичної, потім Комуністичної академії; делегат другого конгресу Комінтерну. Організатор і керівник «Істпарта». |
| Орджонікідзе Серго (Григорій Костянтинович)             | 1886—1937                                               | Радянський державний і партійний діяч. 1-й секретар Закавказького крайкому РКП(б); з вересня 1926 року — 1-й секретар Північно-Кавказького крайкому РКП(б), нарком робітничо-селянської інспекції і заступником голови Раднаркому СРСР. З 1930 року голова Вищої ради народного господарства (ВРНГ СРСР) та член Політбюро ЦК ВКП(б). |
| Осіпов Микола Миколайович                               | 1889—1919                                               | член ревкому, який встановлював радянську владу у Броварах у 1919 році. |
| Островський Микола Олексійович                          | 1904—1936                                               | Радянський військовий та партійний діяч, письменник; учасник встановлення радянської влади в Україні та боротьби з повстанським рухом, служив у бригаді Григорія Котовського, 1-й кінній армії та Частинах особливого призначення Червоної армії (ЧОН), співробітник Ізяславської ЧК (1919—1921), секретар райкому комсомолу в Берездові та Ізяславі, секретар окружкому комсомолу в Шепетівці (1924); бригадний комісар Політуправління Червоної армії (1936). |
| Ошко Володимир Петрович                                 | 1930—2008                                               | Перший секретар Дніпропетровського міського комітету КПУ. |
| П'ятаков Юрій Леонідович                                | 1890—1937                                               | Голова Тимчасового робітничо-селянського уряду України; організатор червоного терору в Криму (1920 р.). Секретар ЦК КП(б)У (1918), член ВЦВРК. |
| Павленко Петро Андрійович                               | 1899—1951                                               | Учасник встановлення радянської влади, комісар Червоної армії (1920). |
| Павлуновський Іван Петрович                             | 1888—1937                                               | Повноважний представник ОГПУ в Сибіру (1920), повноважний представник ОГПУ в Закавказзі (1926—1928). Організатор червоного терору. |
| Панкратова Ганна Михайлівна                             | 1897—1957                                               | Радянський державний та партійний діяч, член ЦК КПРС (1952—1957). |
| Папанін Іван Дмитрович                                  | 1894—1986                                               | У 1920—1921 рр. комендант та слідчий Кримської ЧК, брав участь у репресіях організованих більшовиками на півострові, у 1921 військовий комендант Українського ЦВК у Харкові, у 1921—1922 секретар Реввійськради Чорноморського флоту. |
| Пархоменко Олександр Якович                             | 1886—1921                                               | Радянський військовий діяч, червоний командир. У 1919 році начальник більшовицького гарнізону Харкова, учасник встановлення радянської влади в Україні. |
| Пелін Григорій Петрович                                 | 1881—1919                                               | Організатор загонів Червоної гвардії на Катеринославщині. |
| Петерс Яків Христофорович                               | 1886—1938                                               | У 1918—1919 рр. заступник голови ВЧК, у серпні 1919 р. — начальник Київського укріпленого району, пізніше — головний інспектор прикордонних військ ОГПУ. Організатор червоного терору |
| Петров Федір Миколайович                                | 1876—1973                                               | Радянський державний та партійний діяч, член ЦК Далекосхідного бюро (1920), заступник голови Ради міністрів Далекосхідної республіки (1921—1922). |
| Петровський Григорій Іванович                           | 1878—1958                                               | Радянський державний і політичний діяч. Був одним із ініціаторів створення ВЧК та організації Голодомору 1932—1933. У 1922 р. з боку УСРР підписав Договір про утворення СРСР. У 1922—1937 роках — один із заступників голови ЦВК СРСР. У 1937—1938 роках — заступник голови Президії Верховної Ради СРСР. У 1919—1938 роках — член Політбюро ЦК КП(б)У. |
| Пік Вільгельм                                           | 1876—1960                                               | Діяч Комінтерну, президент НДР (1949—1960). |
| Погребняк Петро Леонідович                              | 1928—1980                                               | Заступник голови виконкому Дніпропетровської обласної Ради депутатів трудящих (1964—1970), Міністр сільського господарства УРСР (1971), перший заступник Голови Ради Міністрів УРСР (1976), з 1971 р. — член ЦК КПУ, з 1976 р. — член ЦК КПРС, з 1976 р. — член Політбюро ЦК КПУ. |
| Подбєльський Вадим Миколайович                          | 1887—1920                                               | Учасник встановлення радянської влади. У 1918—1920 рр. народний комісар пошт і телеграфів РСФРР. |
| Подвойський Микола Ілліч                                | 1880—1948                                               | У жовтні 1917 р. голова Петроградського ВРК, один з керівників Жовтневого перевороту, у 1917—1918 рр. Народний комісар з військових справ РСФРР, у 1919 р. народний комісар з військових справ України, у 1920 р. керівник Головного управління загальною військовою підготовкою — Всевобучу, член Центральної Контрольної Комісії при ЦК ВКП(б), у 1921 р. голова Виконкому Спортінтерну. |
| Подтьолков Федір Григорович                             | 1886—1918                                               | Учасник встановлення радянської влади на Дону, голова Донського козачого Військревкому (1918), голова РНК Донської Радянської Республіки (1918). |
| Покровський Михайло Миколайович                         | 1868—1932                                               | Історик-марксист, радянський політичний діяч, голова виконкому Москви (1917—1918). |
| Полєтаєв Микола Гурійович                               | 1872—1930                                               | Учасник встановлення радянської влади, один з керівників продзагонів Півдня, завідувач адміністративною частиною редакційно-видавницького відділу ВРНГ РСФРР (1918—1921). |
| Полупанов Андрій Васильович                             | 1888—1956                                               | Командувач більшовицьких військ під час війни з УНР в 1918 і 1919 рр. |
| Полухін Володимир Федорович                             | 1886—1918                                               | Учасник Жовтневого перевороту 1918 р., один з «26 бакинських комісарів». |
| Поляхова Пелагея Зиновіївна                             | 1885—1957                                               | Учасник встановлення радянської влади на Катеринославщині. |
| Пономарьов Борис Миколайович                            | 1905—1995                                               | Радянський державний та партійний діяч, 1-й заступник начальника Совінформбюро (1946—1947) та начальник (1947—1949), секретар ЦК КПРС (1961—1986). |
| Попудренко Микола Микитович                             | 1906—1943                                               | [ 1 ] |
| Постишев Павло Петрович                                 | 1887—1939                                               | Радянський партійний та державний діяч, Перший секретар Харківського обкому ВКП(б) (1933—1934), Перший секретар Київського обкому ВКП(б) (1934—1937), другий секрета ЦК КП(б)У (1933—1937). |
| Потапенко Пантелеймон Романович                         | ?—1937]]                                                | Радянський військовий діяч, командир 8-ї кавдивізії Червоного козацтва, учасник встановлення радянської влади в Україні. |
| Потьомкін Володимир Петрович                            | 1874—1946                                               | Дипломат, учасник встановлення радянської влади, начальник політвідділів Південного та Західного фронтів (1919—1920), посол СРСР в Туреччині (1924—1929), Греції (1929—1932), Італії (1932—1934), Франції (1934—1937), 1-й заступник наркома ЗС СРСР (1937—1940), нарком просвіти РРФСР (1940—1946). |
| Примаков Віталій Маркович                               | 1897—1937                                               | Радянський військовий діяч, один з організаторів та керівників «Червоного козацтва», учасник встановлення радянської влади в Україні та Середній Азії. |
| Радченко Іван Іванович                                  | 1874—1942                                               | Учасник встановлення радянської влади, член Президії Головлескому (1923—1930), член ВРНГ РСФРР (1930—1931). |
| Раковський Християн Георгійович                         | 1873—1941                                               | Радянський державний та політичний діяч, голова Одеської та Севастопольської ВЧК (1918), голова РНК УСРР (1919—1923), учасник встановлення радянської влади в Україні. |
| Раскова Марина Михайлівна                               | 1912—1943                                               | Радянська льотчиця. Співробітник НКВС СРСР у 1937—1939 рр., уповноважена особливого відділу НКВС, старший лейтенант держбезпеки. |
| Ревякін Петро                                           | ?—1921]]                                                | Учасник встановлення радянської влади на Донбасі, боєць Юзівського робітничого загону. |
| Редькіна                                                |                                                         | Учасник встановлення радянської влади на Донбасі, член більшовицького підпілля в Юзівці. |
| Рогальов Федір Федорович                                | 1891—1937                                               | Учасник встановлення радянської влади, командир 7-го червоногвардійського стрілецького корпусу у Катеринославі. |
| Ромченко Михайло Васильович                             | 1898—1971                                               | Командир загону Червоної гвардії в Новгороді-Сіверському, командир батальйону Таращанського полку. |
| Рослий Костянтин Леонтійович                            | 1897—1926                                               | Учасник встановлення радянської влади на Далекому сході. |
| Рудаков Олександр Петрович                              | 1910—1966                                               | Радянський партійний діяч, завідувач відділу важкої промисловості (1954—1962), секретар ЦК КПРС (1962—1966). |
| Руденко Роман Андрійович                                | 1907—1981                                               | Генеральний прокурор Донецької (Сталінської) області, УРСР та СРСР. |
| Рудзутак Ян Ернестович                                  | 1887—1938                                               | Радянський державний та партійний діяч, член Політбюро СРСР (1926—1932). |
| Руднєв Микола Олександрович                             | 1894—1918                                               | Радянський військовий діяч учасник встановлення радянської влади в Україні. Командував полком при спільному із загонами Червоної гвардії нападі на найважливіші об'єкти Харкова та роззброєнні українських військ Центральної ради. З лютого 1918 року — заступник наркома по військових справах Донецько-Криворізької Радянської республіки. |
| Русаков Іван Васильович                                 | 1877—1921                                               | Член медколегії НКВС РСФРР (1917), голова Сокольницької райради (1917), член Президії Мосради (1918), учасник придушення Кронштадтського заколоту (1921, комісар військово-морського шпиталю). |
| Сабуров Максим Захарович                                | 1900—1977                                               | Учасник встановлення радянської влади, служив в частинах особливого призначення на Донбасі (1920—1921), голова Держплану СРСР (1941—1942), заступник голови Ради міністрів СРСР (1947—1953), член Президії ЦК КПРС (1952—1957), 1-й заступник голови Ради міністрів СРСР (1955—1957). |
| Сабуров Олександр Миколайович                           | 1908—1974                                               | Співробітник органів деравної безпеки СРСР, командир партизанського з'єднання в часи Другої світової війни. У 1944—1951 рр. очолював Дрогобицьке обласне управління НКВС (МВС) і особисто організовував боротьбу проти Української Повстанської Армії У 1951—1953 р. — начальник Управління МВС по Запорізькій області. |
| Савельєв Митрофан                                       | ?—1921]]                                                | Учасник встановлення радянської влади на Донбасі, боєць Юзівського робітничого загону. |
| Сагайдак Степан Григорович                              | 1885—1919                                               | Учасник Жовтневого перевороту 1917 р. у Росії та Січневого заколоту 1918 р. в Україні; активний учасник боротьби проти Армії УНР. |
| Саммер Іван Адамович                                    | 1870—1921                                               | Учасник встановлення радянської влади в Росії та Україні, член колегії наркомфіну РСФРР (1919), член ВУЦВК та Раднаркому УСРР (1920—1921). |
| Сандомирський Аарон Соломонович                         | 1881—1938                                               | Учасник встановлення радянської влади, діяч Донецько-Криворізької республіки, голова Катеринославської губради (1917). |
| Сапельник Максим Опанасович                             | ?—1919]]                                                | Учасник встановлення радянської влади у Харкові, голова губвиконкому. |
| Саркісов (Данієлян) Саркіс Артемійович                  | 1898—1938                                               | Учасник встановлення радянської влади, секретар Шушенського міськкому партії (1917—1918), голова «Заготзерно» (1932), секретар Донецького обкому партії (1932—1937), член ЦК КП(б)У (1933—1937). |
| Свердлов Яків Михайлович                                | 1885—1919                                               | Радянський політичний і державний діяч, член ЦК РСДРП(б), РКП(б). Голова ВЦВК, один з ініціаторів розгону Установчих зборів, розкозачування та розстрілу імператорської родини. |
| Свідерський Олексій Іванович                            | 1878—1933                                               | Радянський дипломат, голова Уфимської ради (1917), голова Уфимського військревкому (1917—1918), голова Уфимського губернського РНК (1918), чекіст: член Особої комісії по боротьбі зі спекуляцією ВНК при РНК РРФСР (1920—1921), дипломатичний представник в Латвії (1929—1933). |
| Сейдель Георгій                                         | ?—1921]]                                                | Учасник встановлення радянської влади на Донбасі, боєць Юзівського робітничого загону. |
| Селюк Володимир Андрійович                              | 1881—1918                                               | Організатор більшовицьких загонів на Чернігівщині, учасник війни проти УНР. |
| Селявкін Микола Іларіонович                             |                                                         | Учасник встановлення радянської влади в Україні, командир 4-го танкового загону Червоної армії. |
| Семашко Микола Олександрович                            | 1874—1949                                               | Діяч комуністичної партії, народний комісар охорони здоров'я РРФСР. |
| Сербиченко Олександр Калістратович                      | 1890—1938                                               | Радянський партійний і державний діяч, учасник встановлення радянської влади в Україні, у 1930-х — заступник голови Раднаркому УСРР. |
| Сибірцев Всеволод Михайлович                            | 1893—1920                                               | Учасник встановлення радянської влади, секретар виконкому Владивостоцької ради. |
| Сивков Сергій Васильович                                | [[1896—?                                                | Учасник встановлення радянської влади в Україні. У 1918—1919 рр. голова Ніжинської революційно-військової ради та Ніжинського повітового революційного комітету. |
| Сиворонов Іван Гаврилович                               | 1884—1919                                               | Учасник встановлення радянської влади на Катеринославщині. |
| Сильченко Севастян Митрофанович                         | ?—1921]]                                                | Голова ревкому Талалаївської волості (нині Талалаївський район Чернігівської обл.). |
| Сировець Федір Прокопійович                             | 1884—1919                                               | Учасник встановлення радянської влади на Катеринославщині. |
| Сиротинін Петро Миколайович                             |                                                         | Учасник встановлення радянської влади на Катеринославщині. |
| Сіверс Рудольф Фердинандович                            | 1892—1918                                               | Радянський військовий діяч, учасник встановлення радянської влади в Україні. |
| Скороход Олексій Георгійович                            | 1879—1919                                               | Учасник встановлення радянської влади у Харкові. |
| Славін Аарон Ісакович                                   | 1886—1922                                               | Учасник встановлення радянської влади на Донбасі, член більшовицького підпілля в Юзівці. |
| Слинько Петро Федорович                                 | 1895—1919                                               | Керівник харківського більшовицького підпілля, учасник встановлення радянської влади у Харкові. |
| Слуцький Антон Йосипович                                | 1884—1918                                               | Учасник встановлення радянської влади в Криму, голова РНК РСР Тавриди (1918). |
| Соколов Іван Захарович                                  | 1928—1982                                               | Радянський партійний діяч, перший секретар Орджонікідзевського райкому КПУ Харкова, з 1963 р. другий секретар, з 1972 р. — перший секретар Харківського обкому партії; з 1976 р. — другий секретар ЦК КПУ; з 1976 р. — член ЦК КПРС; з 1966 р. — кандидат у члени ЦК, з 1972 р. — член ЦК КПУ; з 1973 р. — кандидат у члени Політбюро ЦК, з 1976 р. — член Політбюро ЦК КПУ. |
| Соколовська Софія І. (Свєтлова О. К.)                   | 1894—1938                                               | Учасник встановлення радянської влади в Україні |
| Солнцев Федір Федорович                                 | 1887—1918                                               | Учасник встановлення радянської влади, один з «26 бакинських комісарів». |
| Соломаха Тетяна                                         | ?—1918]]                                                | Учасниця підпільної більшовицької організації на Донбасі. |
| Соломницькі, сестри (Пепа Самойлівна, Броня Самойлівна) | Соломницькі, сестри (Пепа Самойлівна, Броня Самойлівна) | Учасниці встановленням радянської влади в Україні, члени Бердичівського комітету більшовиків у 1917—1919 рр. |
| Сомов Георгій Олександрович                             | 1909—1941                                               | Перший секретар Донецького міськкому КП(б)У. |
| Сталь (Заславська) Людмила Миколаївна                   | 1872—1939                                               | Член Президії комітету РСДРП(б) (1917), співробітник політвідділу РСЧА (1918—1920), співробітник відділу робітниць ЦК РКП(б) (1921—1923), редактор журналу «Коммунистка» (1924), з 1929 р. — на науковій роботі у Музеї Революції. |
| Старостін Петро Іванович                                | 1883—1918                                               | Організатор більшовицького збройного заколоту проти УНР в Одесі (1918), нарком праці та промисловості Одеської Радянської республіки (1918), голова виконкому Одеської облради (1918). |
| Старченко Василь Федорович                              | 1904—1948                                               | Голова Київського обласного виконкому (1938), заступник голови РНК УРСР (1938—1946), заступник голови Ради Міністра УРСР (1946—1948). |
| Стасова Олена Дмитрівна                                 | 1873—1966                                               | Діяч міжнародного комуністичного руху, учасниця Жовтневого перевороту, секретар ЦК РКП(б) (1918—1920), член ЦК ВКП(б) (1930—1934). Голова Президії ЦК КП Азербайджана. |
| Стаханов Олексій Григорович                             | 1906—1977                                               | Начальник сектору соціалістичного змагання в Народному комісаріаті вугільної промисловості СРСР (1943—1957) |
| Струтинський Сергій Йосипович                           | 1876—1962                                               | Учасник Жовтневого перевороту 1917 р. в Росії та Січневого заколоту 1918 р. в Україні; заступник голови Центральної виборчої комісії УРСР (1934—1948 рр.) |
| Сугліцький Микола Євлампійович                          | 1894—1932                                               | Організатор червоногвардійського загону в Юзівці, командир ескадрону Юзівського загону Червоної гвардії (1917—1918), начальник політвідділу 1-ї Української особливої бригади (1919), начальник політвідділу Кінно-зведенного корпусу 9-ї армії (1920). |
| Суріни, брати (Михайло, Максим, Микола, Федір)          | Суріни, брати (Михайло, Максим, Микола, Федір)          | Учасники встановлення радянської влади на Донбасі. |
| Суханов Костянтин Олександрович                         | 1894—1918                                               | Учасник встановлення радянської влади на Далекому сході, голова виконкому Владивостоцької ради депутатів (1917—1918). |
| Табукашвілі Лук'ян Мілантьевіч                          | 1890—1921                                               | Учасник встановлення радянської влади в Україні. Начальник бронеколони 1-ї Української радянської червоної армії, командував бронепотягом «Комуніст Коростенського району» (1919 р.). Брав участь у придушенні повстань проти радянської влади. |
| Тевелєв Яків (Мойсей) Сломонович                        | 1890—1918                                               | Член обкому Донецько-Криворізької Радянської республіки, брав участь у встановлені радянської влади у Харкові. |
| Тевосян Іван Федорович                                  | 1902—1958                                               | Член ЦК комуністичної партії з 1918 р., нарком металургійної промисловості, заступник голови Ради Міністрів СРСР. |
| Тельман Ернст                                           | 1886—1944                                               | Діяч комуністичної партії Німеччини. Делегат 3 конгресу Комінтерну. |
| Терешкова Валентина Володимирівна                       | 1937 р.н.                                               | Льотчик-космонавт (1963 р.), генерал-майор. Депутат Верховної Ради СРСР у 1966—1989 рр. Депутат Державної думи РФ VI скликання від «Єдиної Росії», заступник голови Комітету Державної думи з міжнародних справ. Член Вищої ради «Єдиної Росії». Брала участь у подіях окупації Криму РФ у 2014 р. |
| Терлецький Євген Петрович                               | 1892—1938                                               | Член ВУЦВК, нарком юстиції УСРР (1920—1922 рр.) |
| Тер-Петросян Симон Аршакович ("Камо")                   | 1882—1922                                               | Діяч комуністичної партії. Співробітник ЧК. |
| Тимофеєва Ганна Гаврилівна (Галя Тимофеєва)             | 1896—1919                                               | Член більшовицької партії, учасник встановлення радянської влади у Харкові. Організатор повстанського руху проти української влади на Київщині в 1918—1919 рр., учасник І З'їзду КП(б)У в Москві. |
| Тіняков Єфим Дмитрович                                  | 1893—1918                                               | Організатор створення червоноармійських загонів у Харкові, член агітколегії Харківського міського і Донецько-Криворізького обкомів РСДРП(б), брав участь у встановлені радянської влади у Харкові. |
| Товстуха Іван Павлович                                  | 1889—1935                                               | Секретар Й. Сталіна, помічник директора інституту В. І. Леніна при ЦК ВП(б), заступник директора Інституту Маркса-Енгельса-Леніна. |
| Тольятті Пальміро                                       | 1893—1964                                               | Член секретаріату виконкому Комінтерну, генеральний секретар Італійської комуністичної партії. |
| Торез Моріс                                             | 1900—1964                                               | Генеральний секретар Французької комуністичної партії в 1930—1964 рр. |
| Трофімови, брати                                        |                                                         | Учасники встановлення радянської влади на Катеринославщині. |
| Трояновський Олександр Антонович                        | 1882—1955                                               | Радянський дипломат, посол СРСР до США (1933—1938) та Японії (1927—1933), голова Правління Держторгу РСФРР (1924—1927), заступник голови Держплану СРСР (1933). |
| Трутенко Онуфрій Степанович                             | 1885—1920                                               | Член Деміївського ревкому, брав активну участь у боротьбі проти військ Центральної Ради та Армії УНР. |
| Тухачевський Михайло Миколайович                        | 1893—1937                                               | Радянський військовий діяч, командував придушенням Тамбовського повстання. З 1931 р. — заступник народного комісара військсправ і заступник голови Реввійськради СРСР, учасник встановлення радянської влади в Росії та Україні. |
| Уборевич Ієронім Петрович                               | 1896—1937                                               | Радянський військовий і політичний діяч, командарм 1-го рангу. На керівних посадах у Червоній армії брав участь у встановлені радянської влади в Україні. |
| Ульянцев Тимофій Іванович                               | 1888—1919                                               | Матрос-більшовик, учасник Жовтневого перевороту 1917 р.; організатор загонів Червоної гвардії на Донбасі. |
| Уншліхт Йосип Станіславович                             | 1879—1938                                               | Член комуністичної партії, учасник встановлення радянської влади в Росії та Білорусі. Заступник голови ВЧК-ГПУ. |
| Урицький Мойсей Соломонович                             | 1873—1918                                               | Діяч комуністичної партії, голова Петроградської надзвичайної комісії (ЧК) (1918), учасник встановлення радянської влади в Росії та організатор терору проти її противників. |
| Фабриціус Яніс Фріцович                                 | 1877—1929                                               | Радянський військовий і політичний діяч. З 1927 р. член Центральної контрольної комісії ВКП(б)). |
| Фадєєв Олександр Олександрович                          | 1901—1956                                               | Учасник встановлення радянської влади в Сибіру і на Далекому Сході, брав участь у придушенні Кронштадського повстання 1921 р. Голова Союзу письменників СРСР, учасник кампанії «боротьби з космополітизмом» у 1949 р. |
| Федін Андрій Трохимович                                 | 1893—1938                                               | Командир кінного загону Червоної гвардії в Катеринославі (Дніпропетровську), комісар полку особливого призначення. |
| Федоренко Яків Миколайович                              | 1896—1947                                               | Учасник встановлення радянської влади в Одесі, командир і комісар бронепотяга № 4. |
| Федоров Олексій Федорович                               | 1901—1989                                               | Учасник встановлення радянської влади в Україні у 1917—1920 рр. Перший секретар Чернігівського обкому КП(б)У (1938—1941), генерал-майор НКВС, командир Чернігівсько-Волинського партизанського з'єднання. |
| Федько Іван Федорович                                   | 1897—1939                                               | Радянський військовий діяч, учасник бойових дій проти Армії УНР; брав участь в придушенні Кронштадтського повстання та селянського повстання в Тамбовській губернії (1921 р.) |
| Фіалек Іван Михайлович                                  | 1875—1936                                               | Радянський політичний діяч, один з керівників Січневого заколоту 1918 р. в Україні. |
| Фіолетов Іван Тимофійович                               | 1884—1918                                               | Голова Бакинської губернської Ради народного господарства (1918), один з «26 бакинських комісарів». |
| Фотієва Лідія Олександрівна                             | 1881—1975                                               | Особистий секретар В.Леніна (1918—1924), секретар РНК і СТО (1918—1930), працювала в видавництві «Правда» (1917—1918), центральному музеї Леніна (1938—1941), ЦК МОПРу (1945). |
| Фрунзе Михайло Васильович                               | 1885—1925                                               | Радянський військовий діяч, голова Реввійськради СРСР, нарком з військових і морських справ (1925). Учасник встановлення радянської влади в Україні. |
| Фурманов Дмитро Андрійович                              | 1891—1926                                               | Комісар 25-ї стрілецької дивізії Червоної армії, учасник встановлення радянської влади. |
| Хатаєвич Мендель Маркович                               | 1893—1937                                               | Член Політбюро КП(б)У в 1932—1937 рр., в жовтні 1932 р. відповідав за виконання хлібозаготівель в Харківській області. Перший секретар Дніпропетровського обкому КП(б)У. Особа, причетна до організації Голодому в Україні. |
| Ходаковський Максим Юлійович                            | ?—1919]]                                                | Учасник встановлення радянської влади на Донбасі. |
| Хоперська Ганна Петрівна ("Ганна")                      | 1893—1920                                               | Учасниця встановлення радянської влади на Харківщині. |
| Цеткін Клара                                            | 1857—1933                                               | Засновниця Комуністичної партії Німеччини, член виконкому Комінтерну. |
| Цибулько Володимир Михайлович                           | 1924—1987                                               | Перший секретар Донецького обкому ЛКСМУ (1956), 1-й секретар Ждановського міськкому КПУ (1966—1968), член ЦК КПУ (1968—1985), 1-й секретар Київського обкому КПУ (1970—1985). |
| Циков П.М.                                              |                                                         | Учасник встановлення радянської влади на Покровщині (Дніпропетровська область), член волосного виконкому. |
| Цхакая Михайло Григорович                               | 1865—1950                                               | Комуністичний діяч Грузії, член Тифліського комітету РСДРП(б), з 1920 р. — член виконкому Комінтерну |
| Цюрупа Олександр Дмитрович                              | 1870—1928                                               | Радянський державний і партійний діяч, учасник встановлення радянської влади в Росії, член ЦВК СРСР, народний комісар продовольства РСФРР (1918—1921), ініціатор запровадження продовольчої диктатури та створення продзагонів. |
| Чапаєв Василь Іванович                                  | 1887—1919                                               | Радянський військовий діяч, командир 25-ї стрілецької дивізії Червоної армії, учасник встановлення радянської влади в Росії. |
| Челпанов Митрофан                                       | ?—1921]]                                                | Учасник встановлення радянської влади на Донбасі, боєць Юзівського робітничого загону. |
| Челюскін Семен Іванович                                 | 1700—1764                                               | [ 1 ] |
| Чередниченко Василь Панкратович                         | 1870—1918                                               | Член Криворізького комітету РСДРП(б) (1917), Криворізької Ради робітничих, солдатських і селянських депутатів. Один з організаторів Червоної гвардії і керівників більшовицького збройного заколоту в Кривбасі. |
| Черніков Олександр                                      | ?—1919]]                                                | Член більшовицького підпілля в Харкові, учасник встановлення радянської влади в Харкові. |
| Черняк Тимофій Вікторович                               | 1891—1919                                               | Командир Новгород-Сіверської бригади 44-ї стрілецької дивізії Червоної Армії, учасник війни проти УНР. |
| Чикеріс Ф.З.                                            |                                                         | Більшовицький активіст з Краматорська, учасник встановлення радянської влади на Донбасі. |
| Чикирисов Федот Захарович                               | 1878—1921                                               | Більшовицький активіст з Юзівки, учасник встановлення радянської влади на Донбасі. |
| Чичерін Георгій Васильович                              | 1872—1936                                               | Радянський державний діяч та дипломат, у 1918—1930 рр. нарком закордонних справ РСФРР і СРСР, член ЦВК СРСР, член ЦК ВКП(б). |
| Чкалов Валерій Павлович                                 | 1904—1938                                               | [ 1 ] |
| Чубар Влас Якович                                       | 1891—1939                                               | Радянський партійний і державний діяч, голова РНК УСРР (1923—1934). |
| Чудновський Григорій Ісакович                           | 1894—1918                                               | Учасник боротьби проти Центральної Ради. Комісар Києва з цивільного управління (січень-лютий 1918 р.) |
| Шагов Микола Романович                                  | 1882—1918                                               | Учасник встановлення радянської влади. |
| Шаповалов Олександр Сидорович                           | 1871—1942                                               | Чекіст: голова Київської губернської ЧК (1919), Кримської ЧК (1919), член ЦК РКП(б) (1924—1925). |
| Шаумян Степан Георгійович                               | 1878—1918                                               | Учасник встановлення радянської влади на Закавказзі, член Бакинського Раднаркому. |
| Шверник Микола Михайлович                               | 1888—1970                                               | Радянський державний і партійний діяч, у 1946—1953 рр. Голова Президії Верховної Ради СРСР, у 1930—1944 рр. 1-й секретар ВЦРПС, у 1938—1946 рр Голова Ради Національностей Верховної Ради СРСР, у 1946—1953 рр. Голова Президії Верховної Ради СРСР, у 1953—1956 рр. голова Президії ВЦРПС, у 1965—1966 рр. — голова Комітету партійного контролю при ЦК КПРС. |
| Шелгунов Василь Андрійович                              | 1867—1939                                               | Учасник встановлення радянської влади. |
| Шелест Петро Юхимович                                   | 1908—1996                                               | Радянський партійний та державний діяч, перший секретар ЦК КПУ (1963—1972). В молоді роки боєць ЧОПу |
| Шелушков Григорій Іванович                              | 1899—1943                                               | Перший секретар Коростишівського райкому КП(б)У (1940). |
| Шепотиленко Андрій                                      | ?—1918]]                                                | Учасник встановлення радянської влади, один з засновників першої Маріупольської сільгоспкомуни. |
| Шестаков Андрій Васильович                              | 1877—1941                                               | Радянський історик, більшовик, пропагандист більшовизму, автор «Краткого курсу історії СРСР». |
| Шкадінов Микола Іванович                                | 1890—1944                                               | Голова Краматорської ради (1917—1919), голова виконкому Краматорської міськради (1921), голова виконкому Юзівської міськради (1923), Сталінської окружради (1923—1927), завідувач розподільним відділом ЦК КП(б)У (1930—1933), член ЦК КП(б)У (1930—1934). |
| Шкірятов Матвій Федорович                               | 1883—1954                                               | Голова Центральної комісії з перевірки та чищення партрядів (1921), член ЦКК РКП(б) (1922—1934), член ЦК ВКП(б) (1939—1954), голова Комітета партійного контроля при ЦК КПРС (1952—1953), організатор масових репресій. |
| Шліхтер Олександр Григорович                            | 1868—1940                                               | Радянський державний і партійний діяч, учасник встановлення радянської влади в Росії та Україні, народний комісар земельних справ, народний комісар продовольства (1917—1918), член Тимчасового робітничо-селянського уряду України (1918—1919), народний комісар продовольчих справ УСРР (1919), голова Тамбовського губвиконкому (1920—1921), придушував селянський повстанський рух. |
| Шорін Василь Іванович                                   | 1871—1938                                               | Учасник встановлення радянської влади, командарм 2-й армії Східного фронту (1918), командувач групою Південного фронту (1919), Кавказького фронту (1920), член Сибірського ревкому (1920), керував придушенням антирадянських повстань. |
| Шпіндяк Йосип Якович                                    | 1900—1919                                               | Організатор комсомолу на Катеринославщині. |
| Щаденко Юхим Опанасович                                 | 1885—1951                                               | Учасник Жовтневого перевороту 1917 р., комісар штабів армії (1918), член РВС армій (1918—1920), член ЦК ВКП(б) (1930—1934), член ЦК ВКП(б)У (1937—1938), член ЦК ВКП(б) (1939—1941). |
| Щербаков Олександр Сергійович                           | 1901—1945                                               | Член ЦК ВКП(б), кандидат у члени Політбюро ЦК. |
| Щербицький Володимир Васильович                         | 1918—1990                                               | Радянський партійний та державний діяч, перший секретар ЦК КПУ (1972—1989) |
| Щетинін Семен Миколайович                               | 1910—1975                                               | Радянський державний та партійний діяч, 1-й секретар підпільного Сталінського обкому партії (1942—1943), Іркутського обкому (1963—1964), секретар Горлівського міськкому (1941—1943), Артемівського міськкому (1943—1948), посол до Монголії (1968—1973). |
| Щолоков Микола Онисимович                               | 1919—1984                                               | 1966—1968 — Міністр охорони громадського порядку СРСР (1966—1968), міністр внутрішніх справ СРСР (1968—1982). |
| Щорс Микола Олександрович                               | 1895—1919                                               | Учасник встановлення радянської влади в Україні. Командир 1-го Українського радянського полку ім. Богуна — 1918 р. |
| Якір Йона Еммануїлович                                  | 1896—1937                                               | Радянський військовий діяч, учасник встановлення радянської влади в Україні, член Бессарабського губревкому (1917—1918), член Реввійськради 8-ї армії (1918), командир 45-ї стрілецької дивізії, придушував повстанський рух, член президії Кримського обкому РКП(б) (1921). |
| Якусевич Антон Тимофійович                              | 1888—1920                                               | Учасник встановлення радянської влади на Донбасі, перший голова ревкому Костянтинівки. |
| Ярославський Омелян Михайлович                          | 1878—1943                                               | Радянський партійний і державний діяч. Голова союзу войовничих безбожників. У 1923—1934 роках член Центральної контрольної комісії ВКП(б), кандидат в члени Виконкому Комінтерну. |
| Яшин Петро Семенович                                    |                                                         | Організатор Червоної гвардії Катеринослава. |